# 1988-as női sakkolimpia
A 13. női sakkolimpiát 1988. november 12–30. között rendezték meg a görögországi Szalonikiben. A rendezvény a Nemzetközi Sakkszövetség (FIDE) égisze alatt 56 csapatban 221 fő részvételével zajlott. A résztvevők között volt az egyetlen nagymester címmel rendelkező nő, a már tizedik éve a világbajnoki címet őrző Maia Csiburdanidze, 19-en rendelkeztek női nagymesteri, 43-an női nemzetközi mesteri és 12-en női FIDE mesteri címmel. A helyszín a nemzetközi kiállítás 13-as pavilonja volt.
A Szovjetunió női válogatottja az addig megrendezett 12 női sakkolimpiából 11-et megnyert (egy alkalommal nem vettek részt a tornán). A verseny nagy kérdése volt, hogy a Szovjetunió, világbajnokkal és világbajnoki döntősökkel felálló csapata megőrzi-e 30 éve őrzött hegemóniáját, vagy a csupa tizenévessel, köztük a három Polgár lánnyal felálló magyar csapatnak sikerül-e megtörni ezt a győzelmi sorozatot. A magyar válogatott összeállításánál sokak számára meglepetést jelenthetett, hogy az 1980-as és a legutóbbi, 1986-os olimpián ezüstérmet szerzett csapatból ezúttal csak Mádl Ildikó került be a válogatottba. Olyan neves női nagymester versenyzők maradtak ki, mint Verőci Zsuzsa és Ivánka Mária, de a világranglistán elért helyezéseik alapján a legerősebb csapat indult el. Az akkori magyar női sakk erősségére jellemző, hogy a világranglista első 30 helyezettje között hat magyar volt megtalálható.
Az olimpiai bajnoki címet minden idők legfiatalabb női csapata, Magyarország szerezte meg, miután fél ponttal megelőzte az esélyesebbnek tekintett Szovjetunió együttesét. A két csapat kimagaslott a mezőnyből, a 3. helyezett Jugoszlávia 5 ponttal lemaradva követte őket. A magyar lányok a csapatban szerzett aranyon kívül az egyéni teljesítmények alapján még két arany és két bronzérmet is szereztek. Magyarország csapata a 14 ellenfélből 13-at legyőzött, köztük az erősebbnek tartott Szovjetuniót is, csupán Jugoszlávia ellen maradtak alul. Magyarország női válogatottja a sakkolimpiák történetében először nyert aranyérmet.
A sakkolimpia legnagyobb sztárja a 12 éves Polgár Judit lett, aki a második táblán 13 játszmából 12,5 pontot szerezve nemcsak tábláján érte el a legjobb eredményt, hanem a teljesítményérték szerinti rangsorban is aranyérmet szerzett. Egyéni bronzérmet szerzett a teljes mezőnyt alapul véve teljesítményértéke alapján, valamint az első táblán elért eredménye révén az első táblán Polgár Zsuzsa. Polgár Judit e tornán elért eredményével a világranglista élére került, és ezt a helyezését 2014-es visszavonulásáig, 26 éven át megőrizte.

## Előzmények
A Magyar Sakkszövetség és a Polgár család, elsősorban a Polgár lányok apja, Polgár László között már évek óta vita folyt a lányok nemzetközi tornákon szerepeltetése miatt. Polgár László csupán férfi versenyeken szerette volna indítani lányait, a szövetség viszont ezt ellenezte. Az 1988-as sakkolimpia előtt kölcsönös kompromisszumok árán a vita megoldódni látszott. A csapat kijelölésére olyan javaslat született, hogy Polgár Zsuzsa mellett a további három helyért körmérkőzést játszana Verőci Zsuzsa, Mádl Ildikó, Polgár Judit és Polgár Zsófia, később szóba került, hogy az ekkor Amerikában élő Ivánka Mária is a körmérkőzés résztvevője legyen.
A körmérkőzés végül elmaradt, és Tompa János szövetségi kapitány maga vállalta a kockázatot, hogy az előző olimpián, Dubajban ezüstérmes, rutinos női válogatott helyett Szalonikiben négy tinédzser, a 12 éves Polgár Judit, a 14 éves Polgár Zsófia és a 19 éves Polgár Zsuzsa, valamint Mádl Ildikó – minden idők legfiatalabb női válogatottja – képviselje hazánkat. A döntés indoka az volt, hogy a világranglistán Élő-pontszámuk szerint ők álltak a legjobban a magyar nők között. Nagy generációváltás volt ez, hiszen Verőci Zsuzsa korábban kilenc, míg Ivánka Mária korábban nyolc olimpián képviselte Magyarországot, amelyeken a szovjet csapat mögött négy ezüst és két bronzérmet szereztek. Az egyéni eredmények alapján a fiatal csapattól ezüstérmet vártak, de például a szovjet válogatott csapatkapitánya, Eduard Gufeld nagymester úgy látta, a Polgár lányok, mivel még nem játszottak nőkkel, csak férfiakkal, nem fognak jól szerepelni az olimpián.
A szovjet csapat összeállítása is vitákat kavart. A Grúz Sakkszövetség azt szerette volna, ha Csiburdanidze mellett Nona Gaprindasvili és Nana Ioszeliani is a csapat tagja legyen. Érveik erősek voltak, az exvilágbajnok Nona Gaprindasvili, az előző olimpián 100%-os teljesítményt nyújtott; a kétszeres világbajnoki döntős Nana Ioszeliani pedig egy hónappal korábban játszott a világbajnoki címért Csiburdanidzével. Három grúz versenyzőt azonban a szovjet szakvezetés nem akart indítani. A szovjet csapat összeállítása ettől függetlenül is a legerősebb volt a mezőnyben.

## Az induló csapatok nevesebb résztvevői

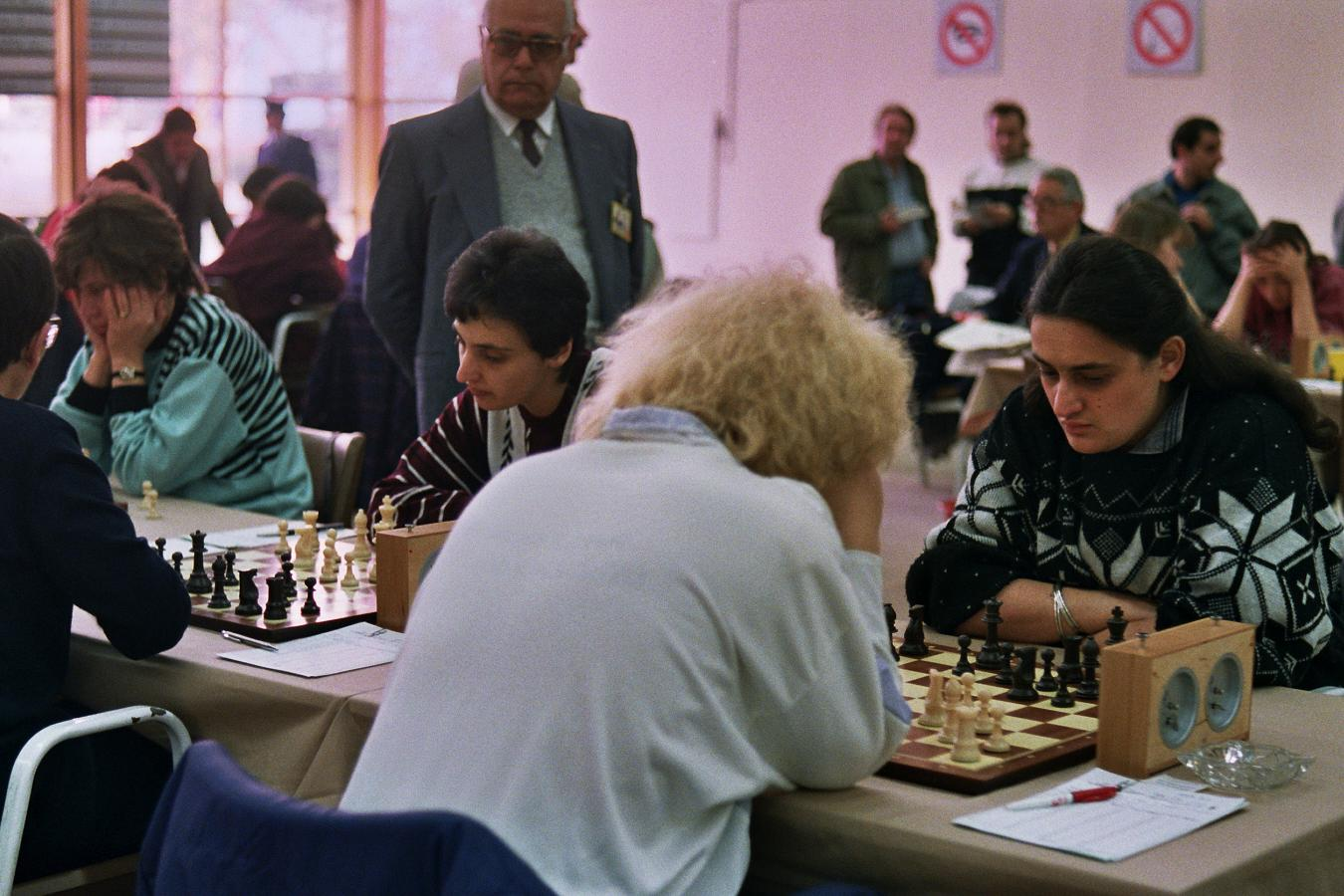
A szovjet csapat (jobbról-balra: Csiburdanidze, Levityina, Lityinszkaja

Játékerő szempontjából a Szovjetunió vezette a mezőnyt 2455-ös Élő-pontszámítás szerinti átlagértékkel, csapatukban a már 10 éve regnáló világbajnok Maia Csiburdanidze mellett minden játékos női nagymesteri címmel rendelkezett. A magyarok 2400-as átlagértéke a második legjobb volt a mezőnyben, annak ellenére, hogy csak az éltáblás 19 éves Polgár Zsuzsa és az ugyancsak 19 éves Mádl Ildikó rendelkezett női nagymesteri címmel, a 12 éves Polgár Judit és a 14 éves Polgár Zsófia ekkor még csak női FIDE-mester volt.
Erősorrend szerint a Szovjetunió csapata kimagaslott a mezőnyből. Éltáblásuk Maia Csiburdanidze 1978 óta őrizte világbajnoki címét, és a mezőny egyetlen nagymesteri címmel rendelkező női versenyzője volt, aki ekkor a női világranglista élén állt. 1988-ban még „csak” ötszörös (később kilencszeres) sakkolimpiai bajnok, ez ideig négyszer kapta meg a Sakk-Oscar-díjat. A második táblás Jelena Ahmilovszkaja a világranglista 5. helyezettje, 1986-ban, megnyerve a világbajnokjelöltek versenyét, a világbajnoki címért játszott Csiburdanidzével. Kétszeres sakkolimpiai bajnok és Oroszország női sakkbajnoka volt. A harmadik táblás Irina Levityina, ekkor a világranglista 11. helyezettje, 1984-ben játszott a világbajnoki címért Csiburdanidzével. Ő háromszoros olimpiai bajnok és négyszeres szovjet bajnok volt. A tartalék Marta Lityinszkaja a világranglista 9. helyezettje, kétszer volt elődöntős a világbajnokjelöltek versenyén, több nagy nemzetközi verseny győztese és levelezési sakkolimpiai bajnok.

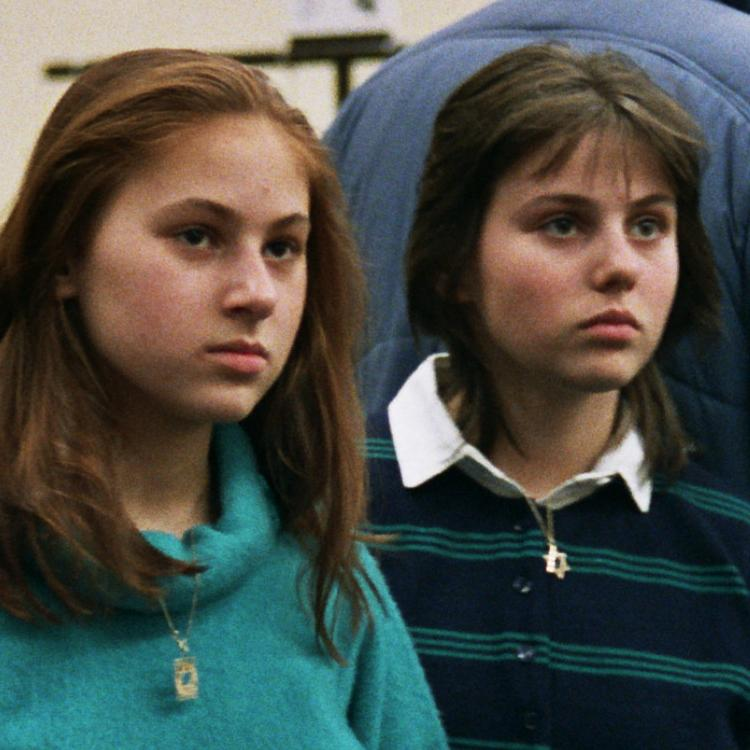
A 12 éves Polgár Judit és a 14 éves Polgár Zsófia, a verseny két legfiatalabb résztvevője

A magyar válogatottban Polgár Zsuzsa 1988 előtti eredményei között kiemelkedett, hogy 12 éves korában a fiúk között szerzett ifjúsági korosztályos világbajnoki címet, 15 éves korában a női világranglista élére került, 1986-ban az első nő volt, aki a férfiak között kvalifikálta magát a világbajnokjelöltek versenyébe. A verseny idején a női világranglista 3. helyezettje. Később, 1991-ben ő lett az első nő, aki versenyen háromszor teljesítette a nagymesteri normát, addig csak a női világbajnokok kapták meg ezt automatikusan a címük alapján. 1996-ban lett női sakkvilágbajnok, miután legyőzte a Csiburdanidzétől 1991-ben a címet elhódító kínai Hszie Csünt. A második táblán az akkor 12 éves Polgár Judit játszott, a fiúk között már korosztályos világbajnoki címet szerzett. Ő a verseny előtt a női világranglista 14. helyezettje volt, majd e torna után került az élre, amely elsőségét 26 éven át nem engedte át másnak. Később ő lett minden idők legeredményesebb sakkozónője, az egyetlen nő, aki világbajnoki döntőt játszott a férfiak között. Csak férfi versenyeken indult, és köztük a világranglista 8. helyéig jutott. Még 2024-ben is a valaha elért legmagasabb Élő-pontszámmal rendelkező nő a világon. A harmadik táblán Mádl Ildikó játszott, aki 1985-ben szerzett női nagymesteri címet. E torna előtt már két olimpián is részt vett, 1986-ból már egy olimpiai ezüstéremmel rendelkezett csapatban, és tábláján egyéniben bronzérmet szerzett. Ifjúsági és junior világbajnok, valamint kétszeres junior Európa-bajnok volt. A női világranglistán az olimpia előtt Polgár Zsófiával holtversenyben a 20. helyen osztozott. Polgár Zsófia kétszeres korosztályos sakkvilágbajnok, és a fiúk között rapidsakk világbajnok volt. 1988-ban szerezte meg a női nagymester címet, de ezen a tornán még FIDE-mesterként játszott. Kimagasló eredményeit ezt követően érte el. 1991-ben a férfiak között nemzetközi mesteri címet szerzett.

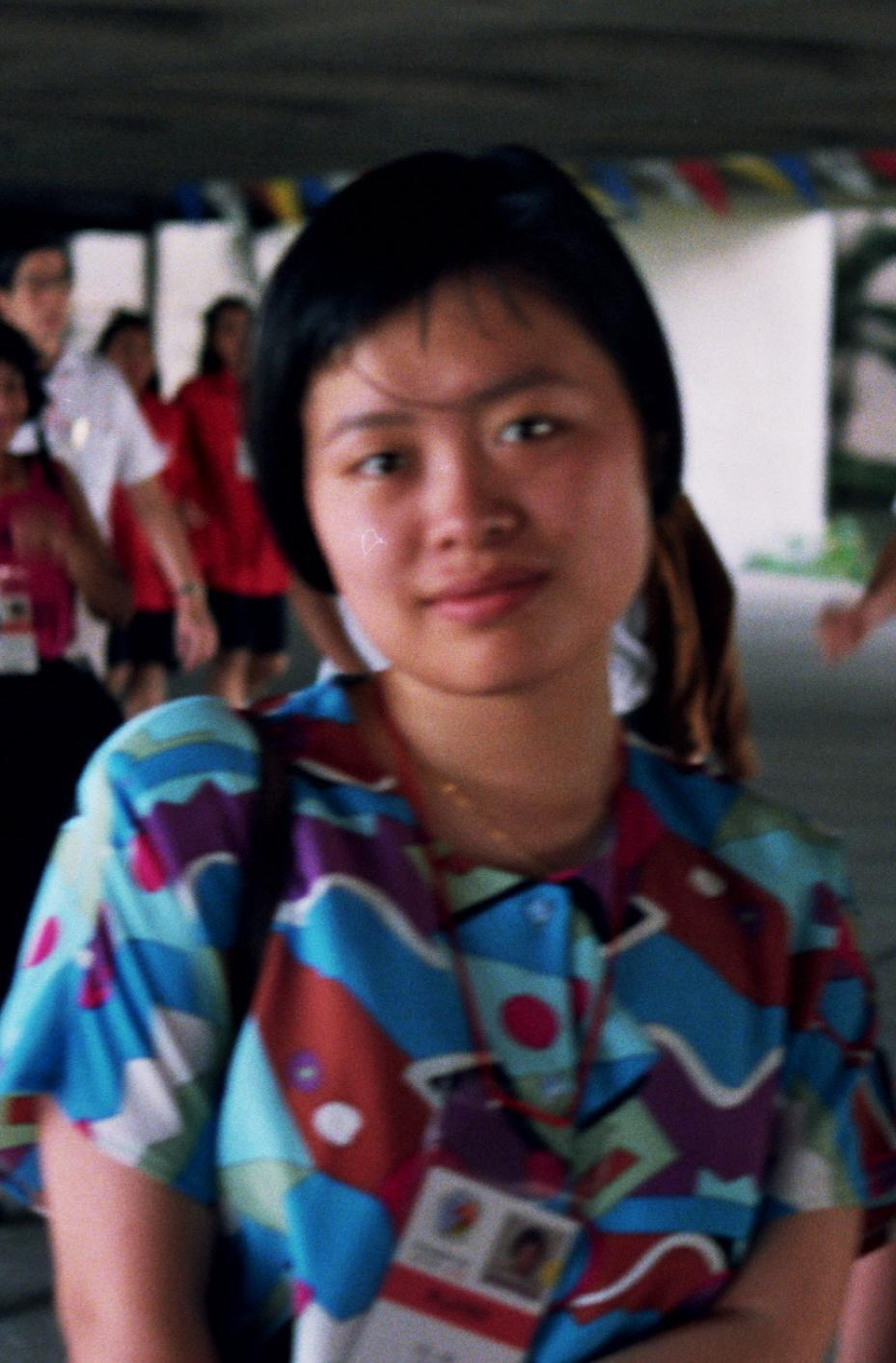
Hszie Csün a későbbi női világbajnok

A kínai csapat éltábláján a világbajnokjelöltek versenyén negyeddöntőig jutó, hétszeres kínai bajnok női nagymester Liu Si-lan játszott, második táblása volt az ekkor 18 éves, Élő-pontszámmal még nem rendelkező, későbbi női világbajnok és háromszoros olimpiai bajnok Hszie Csün. A harmadik táblán Peng Csao-csin Kína női bajnoka játszott, aki később megszerezte a nagymester címet is, és Európába költözése után holtversenyes Európa-bajnok, valamint Hollandia 11-szeres bajnoka lett. Ő ezen a tornán a harmadik táblán a legjobb eredményt elérve szerzett egyéni aranyérmet.
A mezőny legerősebb játékosai között kell megemlíteni a svéd Pia Cramlingot a korábbi világranglista vezetőt, ekkori 6. helyezettjét, a világbajnokjelöltek versenyének résztvevőjét, aki ezen a tornán az első táblán a mezőnyben a legjobb eredményt érte el. A svájci csapat éltáblása a bolgár származású Tatyana Lemacsko, a világranglista 25. helyezettje volt, aki korábban a világbajnokjelöltek versenyén háromszor is a negyeddöntőig jutott. Ezen az olimpián egyéniben ezüstérmet szerzett. A jugoszláv csapatban az első táblás 18 éves Alisa Marić korosztályos világbajnok volt, és 16 évesen a jugoszláv sakkbajnokság győztese. Az olimpia előtti világranglista 16. helyén állt. A bolgárok éltáblása Margarita Voiska női nagymester, a világranglista 17. helyezettje, az 1984-es sakkolimpia ezüstérmes csapatának tagja volt. A román csapat éltábláján szintén egy világbajnokjelölti negyeddöntős Margareta Mureşan játszott, és a csapat tagja volt a veterán, ekkor 53 éves Elisabeta Polihroniade, hétszeres román bajnok, aki tizedik olimpiáján vett részt, amelyeken csapatban 4 ezüst és 2 bronzérmet, egyéniben két arany és egy ezüstérmet szerzett. Az amerikai csapat éltáblása Anna Ahsarumova a Szovjetunióból emigrált női nagymester, kétszeres szovjet bajnok, majd amerikai bajnok, a világranglista 10. helyezettje volt.

## A verseny menete
A verseny 14 fordulós svájci rendszerben került megrendezésre. A női versenyben 4 fő nevezésére volt lehetőség, akik közül egyidőben hárman játszhattak. A csapatot alkotó versenyzők között előzetesen fel kellett állítani az erősorrendet, és azt meg kellett adni a versenybíróknak. A leadott erősorrendnek nem kellett megegyeznie a versenyzők Élő-értékszámának sorrendjével. Az egyes fordulókban ennek az erősorrendnek a figyelembe vételével alkottak párokat az egymással játszó csapatok.
Az olimpiai versenyszabály szerint az egyes játszmákban a játékosoknak fejenként 2 óra állt rendelkezésre 40 lépés megtételéhez, majd utána minden további 20 lépésre 1-1 óra. A csapatok pontszámát az egyes játékosok által elért eredmények összege adta. Egy játszmában a győzelemért 1 pont, a döntetlenért fél pont járt. A végeredmény, a csapatpontszám, az így szerzett pontok alapján kerül meghatározásra. Az olimpiai kiírás szerint holtverseny esetén elsődlegesen a Buchholz-számítás dönt. Ha ez is egyenlő, akkor a csapatpontszámokat veszik figyelembe oly módon, hogy egy csapatgyőzelem 2 pontot, a döntetlen 1 pontot ér.

## A verseny lefolyása
A verseny az első fordulótól kezdve a magyar és a szovjet csapat rivalizálásával folyt, amelyen váltakozva álltak az élen az egyes fordulókat követően. Míg a magyar csapat a jugoszlávok kivételével minden ellenfelét legyőzte, köztük a szovjeteket is, a szovjetek a győzelmeik mellett három alkalommal döntetlennel álltak fel az asztaltól.

### 1. forduló: Jó rajt, fél ponttal a szovjetek előtt
Az első fordulóban a svájci rendszer sorsolási sajátosságaiból adódóan a magyar csapat a szerény képességű Ausztrália válogatottjával került szembe. A csapatot az olimpián korábban még nem játszó három Polgár lány alkotta. Nem jelentett hátrányt az sem, hogy két táblán is sötéttel kellett játszani. Az első győzelmet Judit aratta, aki a szicíliai védelem Szvesnyikov-változatában a játszma elején tisztet áldozott két gyalogért, majd erős támadásba kezdett a középen maradt király ellen. A mattfenyegetések elleni védekezés közben ellenfele bástyát vesztett, és feladta a küzdelmet. Nem sokkal később követte őt Zsófi, aki sötéttel a szicíliai védelem Paulsen-változatában győzött 25 lépésben. Az első táblán sötéttel Zsuzsa is a szicíliai védelmet választotta. Ő hamar két bástyát adott vezérért és egy tisztért cserébe, és az előnyét a 29. lépésben érvényesítette. A magyar lányok játszmái nagy érdeklődést váltottak ki, tábláiknál állandó volt a nagyszámú nézelődő, és időnként két tévéstáb is forgatott mellettük.
Az első fordulóban 17 csapat győzött 3–0 arányban. A Csiburdanidzét egyelőre még pihentető szovjet csapat nagy meglepetésre egy fél pontot vesztett a jóval gyengébb játékerőt képviselő norvégok ellen.

### 2. forduló: Továbbra is fél pont előnyben a szovjetekkel szemben
A második fordulóban az ausztráloknál valamivel erősebb francia csapat volt Magyarország ellenfele. Ezúttal Mádl Ildikó játszott a harmadik táblán. Polgár Zsuzsa vezércsellel nyitott, majd térelőnyt szerzett. A játszma a 61. lépésben függőben maradt, de ellenfele folytatás nélkül feladta. Polgár Judit sötéttel gyorsan kiegyenlítette az állást. Ellenfele időzavarban tisztet áldozott, azonban hátránya miatt egyre többet gondolkodott és a 36. lépésben túllépte a gondolkodási időt. Mádl Ildikó éles középjáték után pozícióelőnyt szerzett, ellenfelének már a 27. lépésben lejárt a gondolkodási ideje.
A szovjet csapat a mezőnyben erősnek számító bolgárok ellen köszörülte ki az előző napi fiaskót, és győztek 3–0-ra. Fél pont hátrányuk azonban még így is volt a magyarokkal szemben. A második forduló után már csak négy csapat, a magyarok mellett a házigazda görögök, a románok és a kubaiak voltak száz százalékosak.

### 3. forduló: Azonos pontszámmal az élen a magyar és a szovjet válogatott
A forduló előtt érkezett a hír, hogy Perényi Béla nemzetközi mester, a legutóbbi nyílt magyar bajnokság győztese, Mádl Ildikó edzője és vőlegénye, akivel decemberre tervezték az esküvőt, útban az olimpia színhelye felé Magyarországon halálos közlekedési balesetet szenvedett. A csapatkapitány felajánlotta Ildikónak, hogy ha akar, hazautazhat, de ő nem akarta cserben hagyni a csapatot. Néhány nap szünetet és türelmet kért, megígérte, hogy néhány nap múlva megpróbál újra játszani.
A harmadik fordulóban a házigazda görög válogatott volt az ellenfél, akik ellen a Polgár testvérek ültek asztalhoz. Zsófia sötéttel a Benkő-cselt alkalmazva egy minőségáldozat után hamarosan két tiszt előnyre tett szert, és a 21. lépésben már győztesként állhatott fel. Judit a szicíliai védelem sárkány változatában egy cserekombináció során tisztet nyert, és előnyét egyszerű eszközökkel fokozta győzelemig. Az első táblán Zsuzsa sötéttel végig tudta tartani az egyenlő állást a férje révén görög színekben, Makropoulou néven játszó, korábbi román bajnok (ismertebb nevén Pogorevici) ellen, végül az 59. lépésben döntetlenben egyeztek meg.
A szovjet válogatott ismét 3–0-ra nyert, ezúttal a mezőny harmadik legerősebb átlagértékével rendelkező Jugoszlávia ellen, így pontszámban beérte a magyar csapatot. A két favorittal a kínaiak tartották még az iramot, és ez a három csapat állt az élen 8,5–8,5 ponttal.
|    | |    |    |    |    |    |    |
|    | \| \| \| \| \| \| \| \| \| \| \| \| \| \| \| \| \| \| \| \| \| \| \| \| \| \| \| \| \| \| \| \| \| \| \| \| \| \| \| \| \| \| \| \| \| \| \| \| \| \| \| \| \| \| \| \| \| \| \| \| \| \| \| \| \| \| \| \| \| \| \| \| |    |    |    |    |    |    |
|    | |    |    |    |    |    |    |
| a8 | b8 | c8 | d8 | e8 | f8 | g8 | h8 |
| a7 | b7 | c7 | d7 | e7 | f7 | g7 | h7 |
| a6 | b6 | c6 | d6 | e6 | f6 | g6 | h6 |
| a5 | b5 | c5 | d5 | e5 | f5 | g5 | h5 |
| a4 | b4 | c4 | d4 | e4 | f4 | g4 | h4 |
| a3 | b3 | c3 | d3 | e3 | f3 | g3 | h3 |
| a2 | b2 | c2 | d2 | e2 | f2 | g2 | h2 |
| a1 | b1 | c1 | d1 | e1 | f1 | g1 | h1 |

| a8 | b8 | c8 | d8 | e8 | f8 | g8 | h8 |
| a7 | b7 | c7 | d7 | e7 | f7 | g7 | h7 |
| a6 | b6 | c6 | d6 | e6 | f6 | g6 | h6 |
| a5 | b5 | c5 | d5 | e5 | f5 | g5 | h5 |
| a4 | b4 | c4 | d4 | e4 | f4 | g4 | h4 |
| a3 | b3 | c3 | d3 | e3 | f3 | g3 | h3 |
| a2 | b2 | c2 | d2 | e2 | f2 | g2 | h2 |
| a1 | b1 | c1 | d1 | e1 | f1 | g1 | h1 |

### 4. forduló: Fél pontos szovjet előny a tabella élén
A negyedik fordulóban a magyar csapatot a kínai válogatottal sorsolták össze. A kínai női sakkozás ekkor kezdett felemelkedni, hogy aztán az 1990-es évektől először egyéniben, majd az új évezredben csapatban is átvegye a hegemóniát a szovjet sakkozóktól. A csapatból gyásza miatt kimaradt Mádl Ildikó, és ismét a Polgár testvérek ültek asztalhoz. Zsuzsa a vezérgyalog megnyitású játszmában Liu Si-lan ellen világossal bonyolult manőverezésbe kezdett, majd a középjátékban minőséget áldozva védhetetlen matt támadáshoz jutott. Judit a szicíliai védelmű játszmában sötéttel két gyalogot áldozott a későbbi világbajnok Hszie Csün ellen és szokásos lerohanó játékával hamar mattal fenyegette a kínai lányt, aki leadta a vezérét egy bástyáért és egy huszárért, de ez csak lépésekkel hátráltatta vereségét. Zsófi világossal a francia védelmű játszmában pozíció-, majd gyaloghátrányba került Peng Csao-csinnel szemben, és a 37. lépésben védhetetlen mattfenyegetés miatt feladni kényszerült a játszmát. Ez volt egyetlen veresége a tornán.
A kínaiak elleni 2–1-es magyar győzelemmel szemben a szovjet válogatott 2,5–0,5-re verte az erős román csapatot, így fél ponttal átvették a vezetést a magyarok előtt. Mivel a szovjetek már három nagyon erős ellenfélen, a jugoszláv, a bolgár és a román válogatotton voltak túl, ekkor a magyar csapat tagjai számára reálisan csak az lebeghetett célként a szemük előtt, hogy a szovjetek mögött a második helyet szerezzék meg. A 4. forduló után a 11 ponttal álló szovjet válogatottat 10,5 ponttal követte a magyar csapat, tőlük 1 ponttal lemaradva 9,5–9,5 ponttal állt a kínai és az addig mind a négy mérkőzését megnyerő lengyel válogatott.
|    | |    |    |    |    |    |    |
|    | \| \| \| \| \| \| \| \| \| \| \| \| \| \| \| \| \| \| \| \| \| \| \| \| \| \| \| \| \| \| \| \| \| \| \| \| \| \| \| \| \| \| \| \| \| \| \| \| \| \| \| \| \| \| \| \| \| \| \| \| \| \| \| \| \| \| \| \| \| \| \| \| |    |    |    |    |    |    |
|    | |    |    |    |    |    |    |
| a8 | b8 | c8 | d8 | e8 | f8 | g8 | h8 |
| a7 | b7 | c7 | d7 | e7 | f7 | g7 | h7 |
| a6 | b6 | c6 | d6 | e6 | f6 | g6 | h6 |
| a5 | b5 | c5 | d5 | e5 | f5 | g5 | h5 |
| a4 | b4 | c4 | d4 | e4 | f4 | g4 | h4 |
| a3 | b3 | c3 | d3 | e3 | f3 | g3 | h3 |
| a2 | b2 | c2 | d2 | e2 | f2 | g2 | h2 |
| a1 | b1 | c1 | d1 | e1 | f1 | g1 | h1 |

| a8 | b8 | c8 | d8 | e8 | f8 | g8 | h8 |
| a7 | b7 | c7 | d7 | e7 | f7 | g7 | h7 |
| a6 | b6 | c6 | d6 | e6 | f6 | g6 | h6 |
| a5 | b5 | c5 | d5 | e5 | f5 | g5 | h5 |
| a4 | b4 | c4 | d4 | e4 | f4 | g4 | h4 |
| a3 | b3 | c3 | d3 | e3 | f3 | g3 | h3 |
| a2 | b2 | c2 | d2 | e2 | f2 | g2 | h2 |
| a1 | b1 | c1 | d1 | e1 | f1 | g1 | h1 |

### 5. forduló: Győzelem a szovjetek ellen, Magyarország az élen
A két favorit, a szovjet és a magyar csapat az 5. fordulóban, az első szabadnap után került szembe egymással. Természetesen ezt a mérkőzést kísérte a legnagyobb érdeklődés. Mindenki meglepetésére a gyászoló Mádl Ildikó óriási lelki erőről téve tanúságot játékra jelentkezett, méghozzá sötéttel. Erre a csapatnak nagy szüksége volt Polgár Zsófia előző napi veresége után. Ildikó fekete ruhában, sápadtan, szemét eltakarva, időnként sírással küszködve, gyászán és fájdalmán uralkodva képes volt koncentrálni és a csapatért érzett felelősséggel sakkozni. Lityinszkaja ellen a Benoni védelemben egy olyan újítást játszott meg, amelyet még az elhunyt vőlegénye dolgozott ki. Ellenfele a váratlanul felmerülő problémákkal nem tudott megbírkózni, és taktikai közelharcban vezért vesztett. A világbajnok Csiburdanidze az óvatos olasz megnyitást választotta Polgár Zsuzsa ellen, aki könnyen kiegyenlítette az állást, és a játszmát a 37. lépésben döntetlenre adták. Levityina a szicíliai védelem sárkány változatát választotta Polgár Judit ellen, és a nagyobb hátrány elkerülése érdekében kénytelen volt minőséget áldozni. A játszma Judit nyerőesélyeivel függőben maradt, azonban a folytatásban nem sikerült győzelemre váltania az előnyét, és a játszma a 80. lépésben döntetlennel ért véget. Polgár Judit az olimpián ezt a fél pontot vesztette csak el. A győzelem még nagyobb arányú lehetett volna, de ez is elég volt ahhoz, hogy a magyar csapat 2–1-re legyőzze a Szovjetunió csapatát, ezzel történelmi sikert érve el.
Győzelmével a magyar válogatott az 5. forduló után 12,5 ponttal átvette a vezetést a tabellán. A szovjet válogatott a második helyen 12 ponttal, míg a harmadikon a kínai csapat 11,5 ponttal állt. Őket az eddig jól szereplő kubai válogatott követte 11 ponttal. Egyedül csak a magyar csapat nyerte meg mind az öt csapatmérkőzését.

### 6. forduló: A magyarok változatlanul fél ponttal az élen
A hatodik fordulóban a két élen álló csapat teljes sebességre kapcsolt, és egyaránt 3–0 arányban győztek. A magyarok a kubaiak elleni első győzelmét világossal Mádl Ildikó szerezte meg, aki a Philidor-védelemben ellenkező oldalra történt sáncolás után egy átütő királyszárnyi támadással már a 24. lépésben feladásra kényszerítette ellenfelét. Az első táblán Polgár Zsuzsa a középjátékban világossal gyalogelőnyhöz jutott, és a távoli szabadgyalogját kihasználva a 43. lépésben feladásra kényszerítette ellenfelét, miután az a bástyája elvesztését nem tudta megakadályozni. Judit sötéttel a sokáig egyenlőnek látszó játszmában váratlanul a sarokba szorította világos királyát és bástyáját. Ellenfele a fenyegető matt miatt kénytelen volt beáldozni a bástyáját egy futó ellen, majd látva, hogy a passzív huszárjával nem tudja megelőzni egy sötét gyalog vezérré változását, ezért feladta a játékot. Kuba látszólag könnyű ellenfél volt, de utólag kiderült, hogy ez volt az egyetlen ilyen arányú vereségük.
A szovjet válogatott a forduló előtt a harmadik helyen álló kínai válogatottat győzte le 3–0 arányban. Csiburdanidze világbajnokhoz méltóan fokozta győzelemig hajszálnyi előnyét egy gyalogvégjátékban. Ahmilovszkaja ugyancsak tankönyvbe illő gyalogvégjátékban verte Hszie Csünt. Lityinszkaja sötéttel pontosan védekezett az erőteljesen támadó Peng Csao-csin ellen, és néhány cserével sikerült kibújnia a szorításból, majd kihasználva világos gyalogszerkezetének gyengeségeit az ellenkező színű futós végjátékban a gyalogok mögé került, és mattfenyegetéssel kombinálva tisztet nyert.
A 6. forduló után az élen változatlanul fél pont előnnyel a magyar válogatott állt, 15,5 ponttal, mögötte a Szovjetunió 15 ponttal, és a kínaiak nagyarányú veresége után a harmadik helyre a jugoszláv válogatott jött fel 13 ponttal.
A szovjetek már négy nehéz ellenfélen – Jugoszlávia, Bulgária, Románia, Kína – túl voltak, és ellenük mindössze fél pontot vesztettek. Ezek az ellenfelek még a magyar csapatra vártak. Ráadásul Polgár Juditon az utóbbi két fordulóban a fáradtság jelei mutatkoztak. Ezért a fél pontos előny ellenére ekkor csak az ezüstérem látszott reálisan elérhető célnak.

### 7. forduló: A szovjetek másfél pontos előnyre tettek szert
A hetedik fordulóban elszenvedte első és egyetlen csapatvereségét a magyar válogatott. Az ellenfél Jugoszlávia válogatottja volt, akik ellen a csapat húzóemberét, az eddigi hat játszmából 5,5 pontot elért Polgár Juditot az utóbbi két fordulóban tapasztalt fáradtsága miatt pihentették. Polgár Zsuzsa egy izgalmak nélküli játékban gyors cserék után döntetlenben egyezett meg az éltáblán, Mádl Ildikó azonban időzavarban gyalogokat és tisztet vesztett, és vereséget szenvedett. Ez volt a magyar válogatott utolsó egyéni veresége ezen az olimpián. Polgár Zsófia játszmájában örülni kellett a hátrányos helyzetből kiharcolt döntetlennek. Ezzel 2–1 arányban a jugoszláv válogatott nyert.
A szovjet válogatott továbbra is csúcsformában 3–0 arányban verte Nyugat-Németország (akkoriban Német Szövetségi Köztársaság) együttesét, ezzel a verseny félidejében 18 ponttal, 1,5 pont előnnyel vezetett a 16,5 pontos magyar válogatott előtt, őket ugyancsak 1,5 ponttal lemaradva Jugoszlávia követte 15 ponttal.
| H. | Csapat neve   | P    | B-sz | CsP | Gy | D | V |
| 1. | Szovjetunió   | 18   | 89,5 | 12  | 6  | 0 | 1 |
| 2. | Magyarország  | 16,5 | 91   | 12  | 6  | 0 | 1 |
| 3. | Jugoszlávia   | 15   | 91   | 12  | 6  | 0 | 1 |
| 4. | Lengyelország | 14,5 | 84   | 10  | 5  | 0 | 2 |
| 5. | Csehszlovákia | 13,5 | 80,5 | 11  | 5  | 1 | 1 |
| 6. | Kína          | 13   | 93   | 9   | 4  | 1 | 2 |
| 7. | Hollandia     | 13   | 81   | 10  | 5  | 0 | 2 |
| 8. | Spanyolország | 13   | 80   | 9   | 3  | 3 | 1 |
| 9. | India         | 13   | 70   | 10  | 5  | 0 | 2 |

### 8. forduló: Magyarország behozta a másfél pontos hátrányt
|    | |    |    |    |    |    |    |
|    | \| \| \| \| \| \| \| \| \| \| \| \| \| \| \| \| \| \| \| \| \| \| \| \| \| \| \| \| \| \| \| \| \| \| \| \| \| \| \| \| \| \| \| \| \| \| \| \| \| \| \| \| \| \| \| \| \| \| \| \| \| \| \| \| \| \| \| \| \| \| \| \| |    |    |    |    |    |    |
|    | |    |    |    |    |    |    |
| a8 | b8 | c8 | d8 | e8 | f8 | g8 | h8 |
| a7 | b7 | c7 | d7 | e7 | f7 | g7 | h7 |
| a6 | b6 | c6 | d6 | e6 | f6 | g6 | h6 |
| a5 | b5 | c5 | d5 | e5 | f5 | g5 | h5 |
| a4 | b4 | c4 | d4 | e4 | f4 | g4 | h4 |
| a3 | b3 | c3 | d3 | e3 | f3 | g3 | h3 |
| a2 | b2 | c2 | d2 | e2 | f2 | g2 | h2 |
| a1 | b1 | c1 | d1 | e1 | f1 | g1 | h1 |

| a8 | b8 | c8 | d8 | e8 | f8 | g8 | h8 |
| a7 | b7 | c7 | d7 | e7 | f7 | g7 | h7 |
| a6 | b6 | c6 | d6 | e6 | f6 | g6 | h6 |
| a5 | b5 | c5 | d5 | e5 | f5 | g5 | h5 |
| a4 | b4 | c4 | d4 | e4 | f4 | g4 | h4 |
| a3 | b3 | c3 | d3 | e3 | f3 | g3 | h3 |
| a2 | b2 | c2 | d2 | e2 | f2 | g2 | h2 |
| a1 | b1 | c1 | d1 | e1 | f1 | g1 | h1 |

A nyolcadik fordulóban a magyar csapat újult erővel vetette magát a küzdelembe és 3–0 arányban verte Csehszlovákia válogatottját. A Polgár lányok közül elsőnek Zsuzsa győzött, miután sötéttel látványos támadással védhetetlen matt vagy vezérvesztés elé állította ellenfelét. Ezután Judit mutatott be iskolapéldát arra, mikor erősebb egy huszár egy futóval szemben a végjátékban. Végül Zsófia használta ki sötéttel ellenfele királyának szorult helyzetét, és a végjátékban a királyával betört világos állása mögé, ezzel eldöntötte a játszma sorsát.
A Szovjetunió csapata pihentette Csiburdanidzét, és nagy meglepetésre csak döntetlent játszott Lengyelországgal. Brustman még a megnyitásban döntetlenben egyezett ki Ahmilovszkajával, Erenska-Radzewska a bástyavégjátékban kihasználta előrenyomuló szabadgyalogját, ezzel legyőzte Levityinát. A harmadik táblán Wiese-Jozwiak időzavarban elszámolva magát egy hibás minőségáldozatot hozott Lityinszkaja ellen, amely után nem sokkal kénytelen volt feladni a játszmát. A szovjeteknek ez a csapatdöntetlene azt jelentette, hogy a magyar csapat behozta hátrányát, és ismét fej-fej mellett haladva, holtversenyben álltak az élen 19,5–19,5 ponttal.

### 9. forduló: Fél ponttal ismét a szovjetek az élen
A kilencedik fordulóban a magyar csapat kapta az előző fordulóban a szovjeteket meglepő lengyel válogatottat. Polgár Zsuzsa világossal a királyindiai védelem Jeney-változatát játszotta meg, és izgalmas, változatos küzdelem után a játszma döntetlennel ért véget. Judit a kínaiak ellen már sikerrel alkalmazott változatot játszotta a Levityinát verő Erenska-Radzewska ellen, aki láthatóan jól felkészült a változatból. Judit a vezérszárnyon kezdeményezéshez jutott, majd a kialakuló minőségelőnyös végjátékban biztosította győzelmét. Mádl Ildikó a spanyol megnyitásban világossal térelőnyhöz és kezdeményezéshez jutott, majd erős futópárra tett szert két huszár ellenében. A végére kialakuló bástyavégjáték döntetlen eredménnyel ért véget. A magyar válogatott ezzel 2–1-re győzött.
Szovjetunió csapata 2,5–0,5 arányban verte a házigazda Görögország „A” válogatottját, ezzel ismét ők kerültek fél pont előnnyel az élre. A 9. forduló után Szovjetuniónak 22, Magyarországnak 21,5 pontja volt. Őket követte Jugoszlávia 19 ponttal és Kína 17,5 ponttal.

### 10. forduló: Másfél pontra nőtt a szovjet előny
|    | |    |    |    |    |    |    |
|    | \| \| \| \| \| \| \| \| \| \| \| \| \| \| \| \| \| \| \| \| \| \| \| \| \| \| \| \| \| \| \| \| \| \| \| \| \| \| \| \| \| \| \| \| \| \| \| \| \| \| \| \| \| \| \| \| \| \| \| \| \| \| \| \| \| \| \| \| \| \| \| \| |    |    |    |    |    |    |
|    | |    |    |    |    |    |    |
| a8 | b8 | c8 | d8 | e8 | f8 | g8 | h8 |
| a7 | b7 | c7 | d7 | e7 | f7 | g7 | h7 |
| a6 | b6 | c6 | d6 | e6 | f6 | g6 | h6 |
| a5 | b5 | c5 | d5 | e5 | f5 | g5 | h5 |
| a4 | b4 | c4 | d4 | e4 | f4 | g4 | h4 |
| a3 | b3 | c3 | d3 | e3 | f3 | g3 | h3 |
| a2 | b2 | c2 | d2 | e2 | f2 | g2 | h2 |
| a1 | b1 | c1 | d1 | e1 | f1 | g1 | h1 |

| a8 | b8 | c8 | d8 | e8 | f8 | g8 | h8 |
| a7 | b7 | c7 | d7 | e7 | f7 | g7 | h7 |
| a6 | b6 | c6 | d6 | e6 | f6 | g6 | h6 |
| a5 | b5 | c5 | d5 | e5 | f5 | g5 | h5 |
| a4 | b4 | c4 | d4 | e4 | f4 | g4 | h4 |
| a3 | b3 | c3 | d3 | e3 | f3 | g3 | h3 |
| a2 | b2 | c2 | d2 | e2 | f2 | g2 | h2 |
| a1 | b1 | c1 | d1 | e1 | f1 | g1 | h1 |

A 10. forduló után ismét 1,5 pontra nőtt a szovjet válogatott előnye. Magyarország ugyan 2–1-re győzött Bulgária ellen, de a szovjet csapat 3–0 arányú győzelmet aratott India nem túl erős válogatottja ellen. A magyar csapatban Polgár Judit nagyon gyorsan, látványos vezéráldozattal már a 17. lépésben védhetetlen matt elé állította bolgár ellenfelét. Zsuzsa ellen az első táblán a világossal játszó Voiska már a kezdetektől igyekezett kiölni a játékból minden lehetőséget, hogy Zsuzsa kezdeményezéshez juthasson. A játszma hamar, már a 20. lépésben döntetlennel zárult. Zsófia két királyig harcolva érte el a döntetlent a 74. lépésben, így alakítva ki a 2–1-es végeredményt.
A szovjet csapat 3–0 arányú győzelme, és másfél pontos előnye után már nem sokan fogadtak a magyar lányok végső győzelmére. A 10. fordulót követően az élen álló Szovjetuniónak 25 pontja volt, Magyarországnak 23,5, őket három ponttal lemaradva a jugoszláv csapat követte 20,5 ponttal, a 4. helyen a kínai válogatott állt 19,5 ponttal.

### 11. forduló: Már csak fél pont a szovjetek előnye
A fordulót pihenőnap előzte meg, így a csapatok pihentebben ülhettek asztalhoz. A magyar csapat ellenfele Románia válogatottja volt. Ezúttal is a sötét színekkel játszó Polgár Judit állt fel először győztesként az asztaltól, miután a szicíliai védelem éles változatában a veterán Polihroniade először vezért vesztett, majd védhetetlen matt elé állították. Zsuzsa a vezércsel Tarrasch-változatában éles középjáték végén minőséget nyert, majd kihasználva ellenfele hibáját egy újabb tiszt lenyerése után bástyaelőnybe került, amire ellenfele feladta a küzdelmet. Zsófia játszmája nem tartalmazott izgalmakat, sorozatos cserék után a 32. lépésben döntetlenül ért véget. Ez azonban 2,5–0,5 arányú győzelmet jelentett.
A Szovjetunió válogatottja csak 1,5–1,5 arányú döntetlent játszott az Amerikai Egyesült Államok csapatával, így a magyar csapat fél pontra megközelítette őket. A szovjet csapatból Levityina vesztett Severeide ellen, aki mintaszerűen játszva a végjátékot aktívabb királyával biztosan érvényesítette gyalogelőnyét huszárja támogatásával az ellenfél futójával szemben.
A 11. fordulót követően a Szovjetunió 26,5 ponttal vezetett a 26 pontos magyar válogatott előtt. Mivel a mögöttük álló Kína és Jugoszlávia párharcából 2–1 arányban a kínaiak kerültek ki győztesen, a távolság még jobban nőtt az éllovasok és az utóbbiak között, akiknek 21,5–21,5 pontjuk volt. Három fordulóval a vége előtt az első két hely már biztosnak volt tekinthető, csak még azt nem lehetett tudni, milyen sorrendben.

### 12. forduló: Az élen a helyzet változatlan

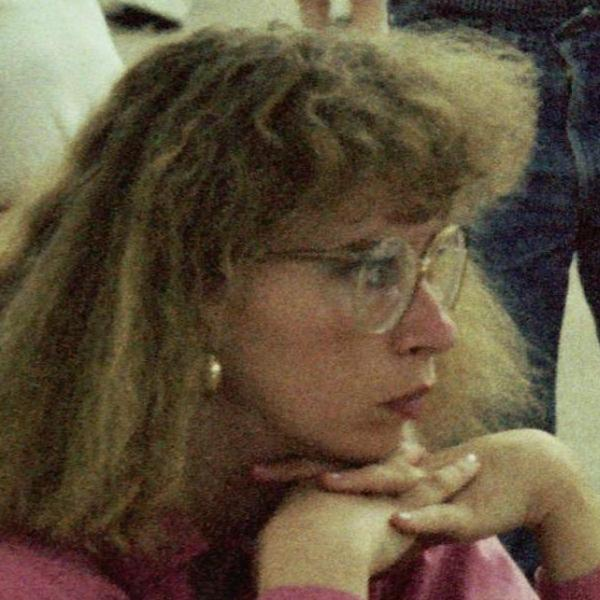
Jelena Ahmilovszkaja

A forduló előtt jelentették be, hogy a szovjet válogatott legjobb pontszerzője, Jelena Ahmilovszkaja, aki eddigi kilenc mérkőzésén 8,5 pontot szerzett, az amerikai konzulátuson váratlanul házasságot kötött William Donaldson amerikai nagymesterrel, és már el is utaztak a verseny helyszínéről.
Ilyen előzmények után folytatódott a két csapat versenyfutása. A magyarok az angolokkal, a szovjetek Csehszlovákia válogatottjával kerültek szembe. Az angolok a 13. helyen, a csehszlovákok az 5. helyen álltak a forduló előtt. A magyar csapatban Mádl Ildikó ellenfele tisztet áldozott, de nem jutott megfelelő ellenértékhez, és a támadó figurák fokozatos cseréje után Mádl sötéttel megnyerte a mérkőzést. Polgár Zsuzsa kedvezően jött ki a megnyitásból, de hibás csereakciót kezdeményezett a centrumban, és az ellenkező színű futós végjáték döntetlennel ért véget. Polgár Judit királycselt választott, de nem tudta lerohanni az ellenfelét, királyszárnyi támadása nem ütött át. Ezúttal azonban a végjátéktudását bemutatva, távoli szabadgyalogja segítségével verte az angol Sheila Jacksont. Ezzel kialakult a 2,5–0,5 arányú végeredmény.
A szovjet-csehszlovák mérkőzésen az első táblán Richtrová világossal a spanyol megnyitású játszmában leszerelte a sötéttel játszó Csiburdanidze minden kezdeményezését, és a tisztek cseréje után hamar döntetlenben egyeztek meg. A harmadik táblán Fialová világossal az időzavarban tisztet és bástyát nézett el Lityinszkaja ellen, ezzel vesztett. A második táblán Hajková-Mašková egy gyalogvesztéssel túlélte az időzavart, ez az előny azonban Levityinának elég volt ahhoz, hogy megszerezze a győzelmet. A harmadik helyért folyó küzdelemben a jugoszlávok csak 1,5–1,5 arányú döntetlent játszottak az amerikaiakkal, de a kínaiak kikaptak Bulgáriától 2–1-re, így Jugoszlávia fél pont előnyre tett szert velük szemben. A szovjet válogatott is 2,5–0,5 arányban nyert, így a 12. forduló után megmaradt a szovjet csapat fél pontos előnye. Az állás: Szovjetunió 29, Magyarország 28,5, Jugoszlávia 23, Kína 22,5 pont. E négy csapatot szorosan követte az 5–6. helyen holtversenyben 22 ponttal Görögország és Kuba válogatottja.

### 13. forduló: Holtverseny az utolsó forduló előtt

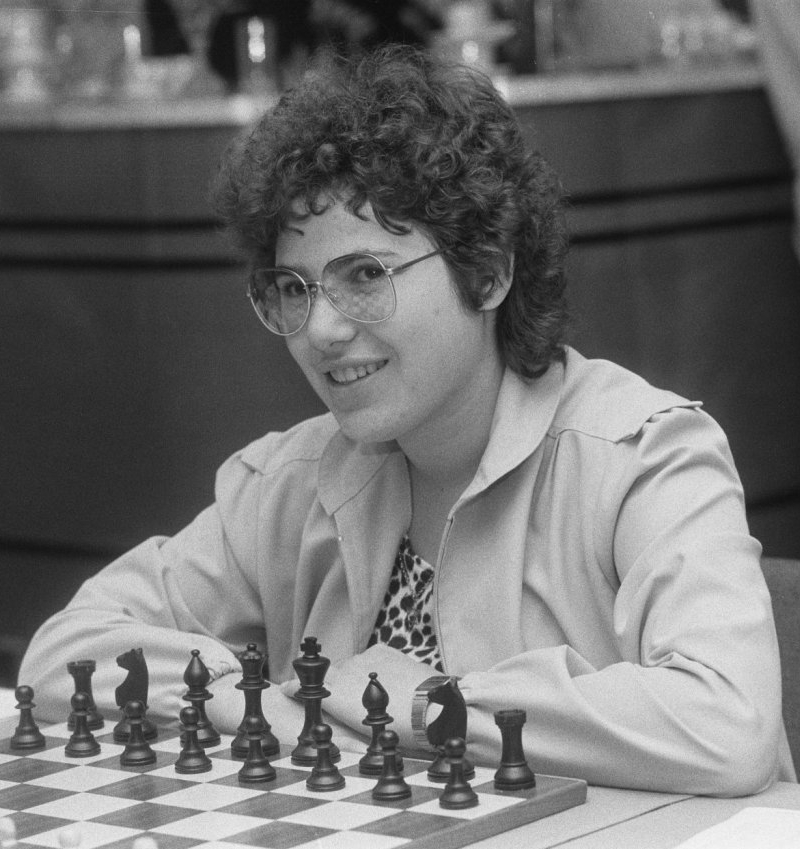
Polgár Zsuzsa

A 13. fordulóban a magyar csapat a 7. helyen álló amerikaiakkal, a szovjetek a 6. helyezett Kuba válogatottjával mérkőztek. A magyaroknál Polgár Judit a szicíliai védelmű játszmában világossal hamar matt vagy tisztvesztés elé állította Savereidét. Polgár Zsuzsa az első táblán sötéttel a kedvenc holland védelmét választotta, előnybe került, és erős királyszárnyi támadása ellen a nemrég még szovjet színekben játszó Ahsarumovának nem volt védelme. Ezzel már 2–0-ra vezettünk. A harmadik táblán Mádl Ildikónak hiába volt két gyalog előnye Izrailov ellen, az ellenkező színű futós végjátékban ez csak a döntetlenre volt elég. Ezzel Magyarország 2,5–0,5 arányban győzött.
A szovjet csapatban Csiburdanidze világossal már a megnyitásban gyalogelőnyre tett szert, amit következetes játékkal érvényesíteni tudott. Levityina ellen a kubai Ramón Pita sokáig jól tartotta magát, azonban az időzavarban tisztet nézett el, majd védhetetlen matt elé nézhetett. A harmadik táblán azonban Lityinszkaja került minőséghátrányba az időellenőrzés előtt, és ezt az előnyt már nem tudta kiegyenlíteni. Ezzel a Szovjetunió „csak” 2–1 arányban győzött, így az élen álló két csapat az utolsó forduló előtt holtversenyben állt. Az élmezőny: 1–2. Magyarország és Szovjetunió 31 pont, 3. Jugoszlávia 25,5, 4. Kína 25, 5–6. Kuba és Románia 23 ponttal.

### 14. forduló: A magyar csapat aranyérmes!

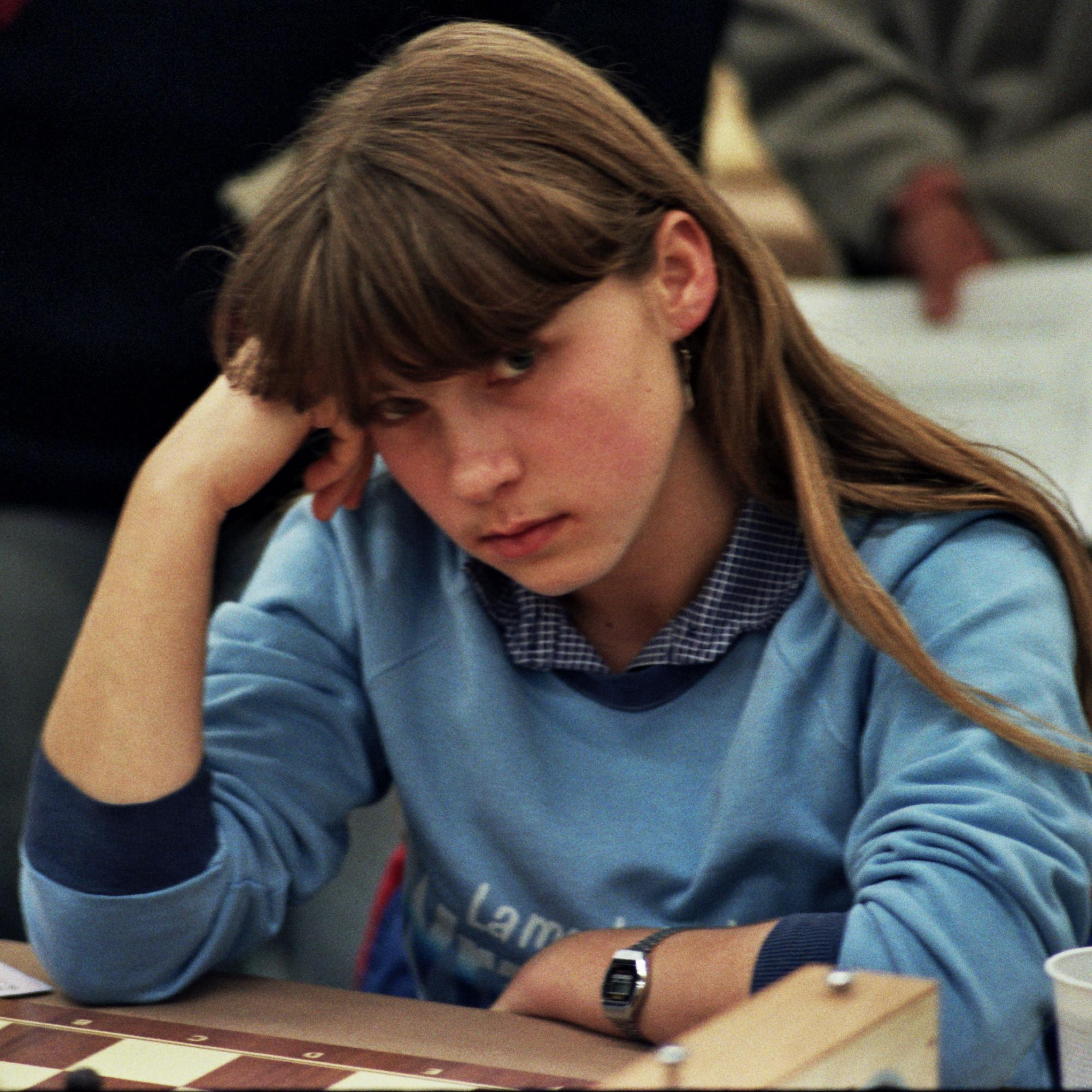
Mádl Ildikó

Az utolsó forduló előtti szabadnap kérdése az volt, hogy ki nyerheti meg az aranyérmet. Ami biztos volt, hogy a magyar és a szovjet válogatott közül azé lesz a trófea, aki nagyobb arányban nyer. Ha azonos eredményt érnek el, a Buchholz-számítás sajátosságai miatt bármi lehet, attól függően, hogy a korábbi ellenfelek hogyan végeznek az utolsó fordulóban.
A magyarok Svédországgal, a szovjetek Hollandiával kerültek szembe. Papírforma szerint a 18. helyen álló svéd együttes látszott könnyebb ellenfélnek, azonban első táblásuk a korábbi világelső Pia Cramling volt, aki ezen az olimpián is kimagaslóan játszott, az eddigi 13 fordulóból 12 pontot szerezve. A hollandok a forduló előtt a 9. helyen álltak, végig viszonylag stabil, egyenletes játékot mutatva.
A szovjeteknél Csiburdanidze nem erőltette a játékot, és nagyon gyorsan döntetlenben egyezett meg ellenfelével. Nem sokkal ezután a magyaroknál is döntetlennel ért véget Mádl Ildikó mérkőzése. Polgár Judit esélyes megnyitás után kiengedte kezéből a játékot és Boriszova kiegyenlített. Időzavarban azonban a svéd durva hibát vétett, bástyát veszített, és Judit ismét nyert. 13 játszmából tizenkettőt megnyert, és csak egy döntetlent engedélyezett ellenfeleinek. Polgár Zsuzsa játszmája számára hátrányosabb állásban függőben maradt.
A szovjeteknél két játszma is függőben maradt. Lityinszkaja állása teljesen döntetlen színezetű volt, Levityina azonban tiszthátrányos gyalogvégjátékban szenvedett. A szovjetek mindkét játszmában döntetlent ajánlottak, ezzel megmentve maguknak fél pontot. Abban bíztak, hogy Cramling megnyeri a Polgár Zsuzsa elleni játszmát, és akkor a pontok alapján holtversenyes elsőség áll elő az élen. Időközben kiderült, hogy Polgár Zsuzsa eredményétől függetlenül a magyar válogatott már aranyérmes volt, mert a holtversenyt eldöntő Buchholz-számítás szerinti pontértékük magasabb a szovjeteknél. Végül Zsuzsa játszmája is döntetlenül ért véget, így fél pont előnnyel biztosan lett első a magyar csapat.
Magyarország női válogatottja a sakkolimpiák történetében először nyert aranyérmet. Teljesítménye alapján Polgár Judit aranyérmet kapott az egész olimpia legmagasabb teljesítményértékének eléréséért, valamint a 2. táblán elért legjobb eredményért. Polgár Zsuzsa bronzérmes lett a teljesítményérték alapján, és az első táblán elért eredményéért.

## A női verseny végeredménye
| H.  | Csapat neve               | P   | B-sz  | CsP | Gy | D | V |
| 1.  | Magyarország              | 33  | 340   | 26  | 13 | 0 | 1 |
| 2.  | Szovjetunió               | 32½ | 341,5 | 23  | 10 | 3 | 1 |
| 3.  | Jugoszlávia               | 28  | 345   | 21  | 9  | 3 | 2 |
| 4.  | Kína                      | 27  | 335   | 21  | 10 | 1 | 3 |
| 5.  | Bulgária                  | 24  | 344,5 | 18  | 8  | 2 | 4 |
| 6.  | Románia                   | 24  | 344,0 | 15  | 6  | 3 | 5 |
| 7.  | Görögország „A”           | 24  | 343,0 | 15  | 6  | 3 | 5 |
| 8.  | Kuba                      | 24  | 336,5 | 15  | 6  | 3 | 5 |
| 9.  | Amerikai Egyesült Államok | 23½ | 342,5 | 19  | 6  | 7 | 1 |
| 10. | Hollandia                 | 23½ | 319,5 | 17  | 7  | 3 | 4 |

## Az egyéni érmesek
Egyénileg a teljes mezőnyt figyelembe véve a legjobb három teljesítményértéket elérő, valamint táblánként a három legjobb százalékot elért versenyző kapott érmet.
A teljes mezőnyben mind a teljesítményértéket, mind a százalékos eredményt tekintve Polgár Judit érte el a legjobb eredményt. Polgár Zsuzsa mind a teljesítményértéke, mind az első táblán elért eredménye alapján bronzérmet szerzett.

### Élő-teljesítményérték alapján
|       | Versenyző     | Ország       | Tábla | Pont | Játszma | Élő-pont | Teljesítményérték |
| ----- | ------------- | ------------ | ----- | ---- | ------- | -------- | ----------------- |
| Arany | Polgár Judit  | Magyarország | 2.    | 12½  | 13      | 2365     | 2694              |
| Ezüst | Pia Cramling  | Svédország   | 1.    | 12½  | 14      | 2425     | 2566              |
| Bronz | Polgár Zsuzsa | Magyarország | 1.    | 10½  | 14      | 2490     | 2497              |

### Első tábla
|       | Versenyző        | Ország       | Pont | Játszma | %    |
| ----- | ---------------- | ------------ | ---- | ------- | ---- |
| Arany | Pia Cramling     | Svédország   | 12½  | 14      | 89,3 |
| Ezüst | Tatyana Lemacsko | Svájc        | 9,5  | 12      | 79,2 |
| Bronz | Polgár Zsuzsa    | Magyarország | 10½  | 14      | 75   |

### Második tábla
|       | Versenyző            | Ország       | Pont | Játszma | %    |
| ----- | -------------------- | ------------ | ---- | ------- | ---- |
| Arany | Polgár Judit         | Magyarország | 12½  | 13      | 96,2 |
| Ezüst | Jelena Ahmilovszkaja | Szovjetunió  | 8½   | 9       | 94,4 |
| Bronz | O'Siochrú, Mairéad   | Írország     | 8½   | 11      | 77,3 |

### Harmadik tábla
|       | Versenyző     | Ország   | Pont | Játszma | %    |
| ----- | ------------- | -------- | ---- | ------- | ---- |
| Arany | Peng Zhaoqin  | Kína     | 10½  | 14      | 75   |
| Arany | Horváth Mária | Ausztria | 9    | 12      | 75   |
| Bronz | Ime Etokowo   | Nigéria  | 9½   | 13      | 73,1 |

### Negyedik játékos
|       | Versenyző          | Ország      | Pont | Játszma | %    |
| ----- | ------------------ | ----------- | ---- | ------- | ---- |
| Arany | Begum Y.           | Banglades   | 6½   | 8       | 81,3 |
| Ezüst | Marta Lityinszkaja | Szovjetunió | 9½   | 12      | 79,2 |
| Bronz | Bašagić, Vesna     | Jugoszlávia | 7    | 9       | 77,8 |

## A magyar versenyzők eredményei
A női versenyen a Polgár lányokat Mádl Ildikó egészítette ki. Az első táblán Polgár Zsuzsa (2490), a másodikon Polgár Judit (2365), a harmadikon Mádl Ildikó (2345), míg negyedik játékosként Polgár Zsófia (2345) alkották a magyar válogatott csapatot. A magyar csapat 2400-as átlagértéke a 2. volt a mezőnyben.
| Forduló                            | Ellenfél                           | Polgár Zsuzsa 2490      | Polgár Zsuzsa 2490 | Polgár Judit 2365      | Polgár Judit 2365 | Mádl Ildikó 2345  | Mádl Ildikó 2345 | Polgár Zsófia 2345 | Polgár Zsófia 2345 | Pont |
| ---------------------------------- | ---------------------------------- | ----------------------- | ------------------ | ---------------------- | ----------------- | ----------------- | ---------------- | ------------------ | ------------------ | ---- |
| 1                                  | Ausztrália                         | Slavotinek 2070         | 1                  | Craig -                | 1                 |                   |                  | Rogers -           | 1                  | 3    |
| 2                                  | Franciaország                      | Flear 2155              | 1                  | Lebel-Arias 2135       | 1                 | Tagnon 2190       | 1                |                    |                    | 3    |
| 3                                  | Görögország „A”                    | Makropoulou 2290        | ½                  | Kondou 2185            | 1                 |                   |                  | Botsari 2145       | 1                  | 2½   |
| 4                                  | Kína                               | Liu Silan 2285          | 1                  | Hszie Csün -           | 1                 |                   |                  | Peng Zhaoqin -     | 0                  | 2    |
| 5                                  | Szovjetunió                        | Maia Csiburdanidze 2535 | ½                  | Irina Levityina 2340   | ½                 | Lityinszkaja 2400 | 1                |                    |                    | 2    |
| 6                                  | Kuba                               | De Armas 2060           | 1                  | Frometa 2205           | 1                 | Ramón Pita 2200   | 1                |                    |                    | 3    |
| 7                                  | Jugoszlávia                        | Marics 2365             | ½                  |                        |                   | Makszimovics 2245 | 0                | Basagics 2265      | ½                  | 1    |
| 8                                  | Csehszlovákia                      | Richtrová 2370          | 1                  | Hajková-Masková 2225   | 1                 |                   |                  | Fialová 2090       | 1                  | 3    |
| 9                                  | Lengyelország                      | Brustman 2335           | ½                  | Erenska-Radzewska 2220 | 1                 | Szmacińska 2280   | ½                |                    |                    | 2    |
| 10                                 | Bulgária                           | Voiska 2350             | ½                  | Angelova 2240          | 1                 |                   |                  | Savova 2170        | ½                  | 2    |
| 11                                 | Románia                            | Stanciu-Olăraşu 2260    | 1                  | Polihroniade 2270      | 1                 |                   |                  | Bădulescu 2270     | ½                  | 2½   |
| 12                                 | Anglia                             | Arkell 2355             | ½                  | Jackson 2245           | 1                 | Forbes 2035       | 1                |                    |                    | 2 ½  |
| 13                                 | Amerikai Egyesült Államok          | Akhsarumova 2400        | 1                  | Savereide 2245         | 1                 | Izrailov 2190     | ½                |                    |                    | 2½   |
| 14                                 | Svédország                         | Cramling 2425           | ½                  | Borisova 2205          | 1                 | Bener 2090        | ½                |                    |                    | 2    |
| Szerzett pontszám (Játszmák száma) | Szerzett pontszám (Játszmák száma) | 10½ (14)                | 10½ (14)           | 12½ (13)               | 12½ (13)          | 5½ (8)            | 5½ (8)           | 4½ (7)             | 4½ (7)             |      |
| Teljesítményérték                  | Teljesítményérték                  | 2497                    | 2497               | 2694                   | 2694              | 2345              | 2345             | 2237               | 2237               |      |

## A verseny utáni értékelések
A magyar versenyzők egységes csapatként érdemelték meg az olimpiai bajnoki címet. Mindenki hozzátett a sikerhez pontokban és morálisan is. De az aranyéremhez a többiek eredményére is szükség volt. Az eredményesség szempontjából ki kell emelni Polgár Juditot, aki 12 évesen a felnőtt mezőnyben többször női nagymester és nemzetközi mester ellen játszva 13 játszmából 12,5 pontot szerzett. Játékát a világbajnok Garri Kaszparov „mesébe illőnek” nevezte. Ezzel a teljesítményével az olimpia teljes mezőnyéből kimagaslott. A győzelemhez azonban ugyanúgy hozzájárult Polgár Zsuzsa, aki az összes fordulóban, pihenő nélkül stabilan és eredményesen, veretlenül játszott az első táblán. A csapat morális tartásához nagyban hozzájárult Mádl Ildikó, aki gyászán és fájdalmán uralkodva képes volt koncentrálni és a csapatért érzett felelősséggel sakkozni. A szovjet csapaton az ő győzelmével sikerült felülkerekedni, amely nagy lökést adott a többieknek is a továbbiakban. A végig megbízható teljesítményt nyújtó Polgár Zsófiának pedig a csehszlovákok elleni győzelme hozta ki a csapatot a lehangoltságból a jugoszlávok ellen az előző fordulóban elszenvedett vereség után.
A szovjet lapok „természetesen” Ahmilovszkaját kiáltották ki bűnbaknak, a hivatalos vélemény szerint távozása demoralizálta a csapatot, és ennek köszönhetően értek el gyengébb eredményeket az utolsó négy fordulóban. Egy 2022-es visszatekintésben azonban más szempontokra is felhívták a figyelmet. Ahmilovszkaja távozása után a jelenlevő KGB-sek sorra hallgatták ki a csapattagokat (ki tudott róla?, hogyan történhetett?, miért éppen most?), ezzel is felzaklatva őket. Emiatt nehezen tudtak aludni, és fáradtságuk meglátszott a játékukon is, amely Csiburdanidze esetében gyors döntetlenekben is megmutatkozott. 2022-ben már tárgyilagosan értékelték a magyar csapat teljesítményét, megemlítették, hogy Polgár Zsuzsa később női világbajnok lett, és különösen hangsúlyozták Polgár Judit szerepét, akinek a későbbi pályafutásánál kiemelték, hogy tíz világbajnok ellen is győzni tudott.
A sakkolimpia eredményhirdetésekor a nemzetközi szövetség elnöke, Florencio Campomanes külön méltatta, hogy a magyarok ilyen fiatal csapattal törték meg a szovjetek hegemóniáját.
Az olimpia után a görög lapokban Polgár Judit teljesítményét földöntúlinak nevezték. „A legtapasztaltabb sakkrókák is csak a szemüket dörzsölgették Judit játékát látva. Mintha a Földön kívülről érkezett volna…” Véleményük szerint ő lesz az első női sakkozó, aki a férfi szupertornákon is „labdába” rúg. Az angol fogadóirodákban már lehetett fogadni a 12 esztendős sakkozónő első férfiak közötti tornagyőzelmére.
A lichess.org sakkportál a női sakk történetének nyolc kiemelkedő eredménye között említi a magyar csapat 1988-as olimpiai győzelmét a világbajnokkal és két korábbi kihívójával felálló szovjet csapat előtt. „Ezzel ért véget a női sakk szovjet uralma.” (Megemlítendő, hogy a nyolc kiemelkedő női eredmény között még további három kapcsolódik valamelyik Polgár lányhoz, Zsuzsához, Judithoz és Zsófiához).
Sajátságos módon nem készült tornakönyv az 1988-as női olimpiáról, ahogyan az 1990-es olimpiai győzelemről sem, ahol a lányok megvédték címüket.

## Elismerések
- A versenyzők, Polgár Zsuzsa, Polgár Judit, Mádl Ildikó és Polgár Zsófia a Magyar Népköztársaság Csillagrendje kitüntetést kapták, míg a kapitány Tompa János a Munka Érdemrend arany fokozata kitüntetésben részesült.[70]
- A Polgár lányok szülei Budapest Sportjáért díszplakettet kaptak.[71]
- Polgár Judit az 1988. év sportolója szavazáson Egerszegi Krisztina mögött, aki abban az évben 14 évesen 1 arany- és 1 ezüstérmet szerzett a szöuli olimpián, a 2. helyet szerezte meg.[72]
- A Magyar Sakkszövetség Emlékplakettje a 25 évvel korábban elért olimpiai győzelemért (2013)[73]

## A „főszereplők” további pályafutása
Ugyanez az összetételű csapat megnyerte az 1990-es női sakkolimpiát is. Ez utóbbin szerepelt Polgár Judit utoljára női versenyen. A lányokat ez az 1988-as olimpia tette igazán világhírűvé, és legnagyobb egyéni eredményeiket ezt követően érték el.

### Polgár Zsuzsa

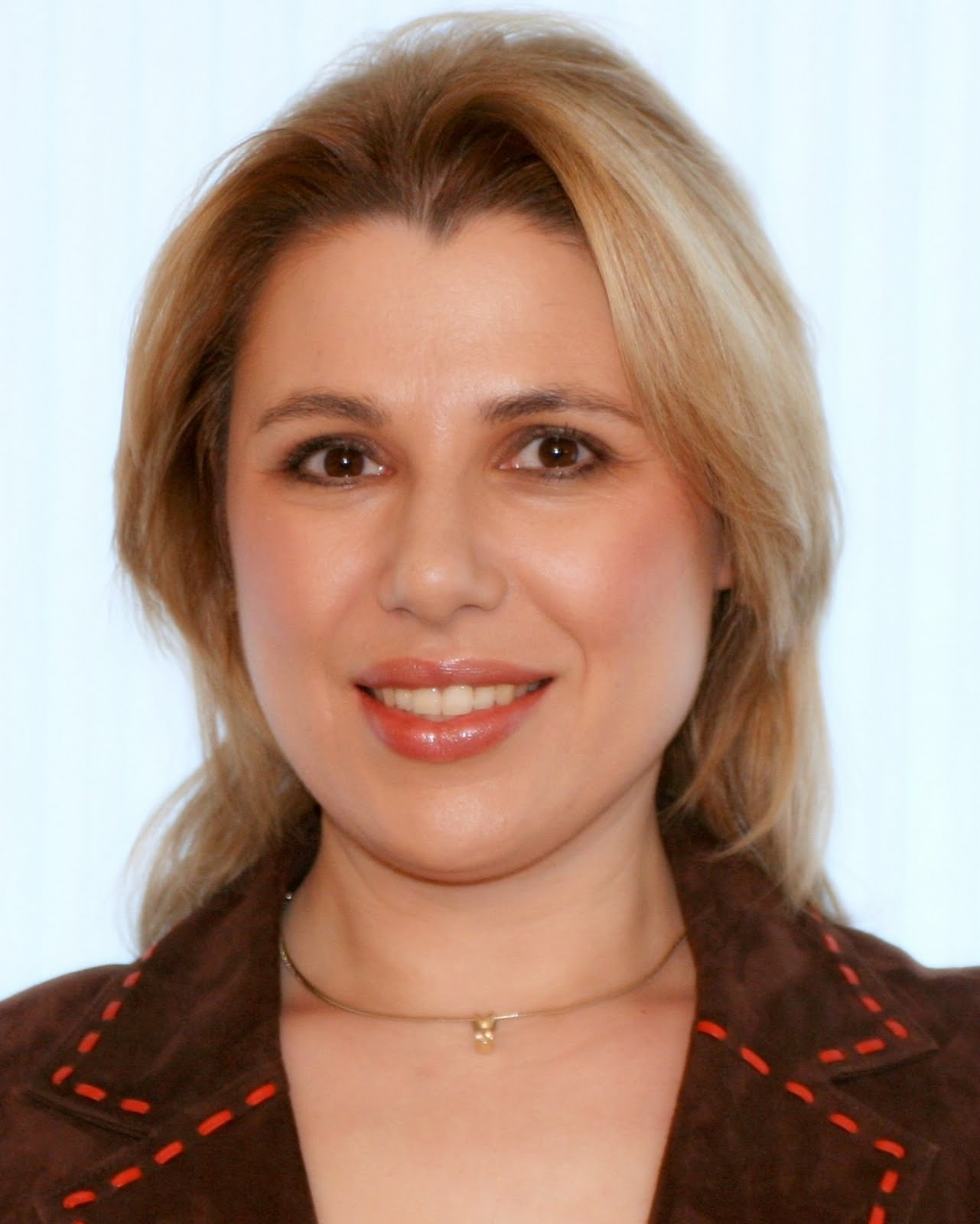
2008-ban

1996-ban elhódította a női világbajnoki címet a kínai Hszie Csüntől, és 1999-ig női sakkvilágbajnok volt. Világbajnoki címet szerzett a klasszikus sakkjáték mellett rapidsakkban és villámsakkban is. Azt a teljesítményét, hogy mindhárom világbajnoki címet (triple crown) megszerezze valaki, idáig egyedül csak Magnus Carlsen tudta 2014 júniusában megismételni. A harmadik nő volt a világon, aki nagymester címet szerzett, de ő volt az első nő, aki versenyen a férfiak között elért eredményei alapján érdemelte ezt ki. Gaprindasvili és Csiburdanidze ezt a címet korábban női világbajnoki címükért kapták meg. A négy egyéni világbajnoki címe mellett a sakkolimpiákon Magyarország színeiben 3 arany- (ebből 2 csapat), két ezüst- (ebből 1 csapat) és három bronzérmet szerzett, majd Amerikába költözése után az Amerikai Egyesült Államok csapatával 1 egyéni arany-, valamint 1–1 csapat és egyéni ezüstérmet ért el. 2005-ben fejezte be profi pályafutását. 2019-ben a US Chess Hall of Fame, 2023-ban a World Chess Hall of Fame tagjai sorába választották.

### Polgár Judit

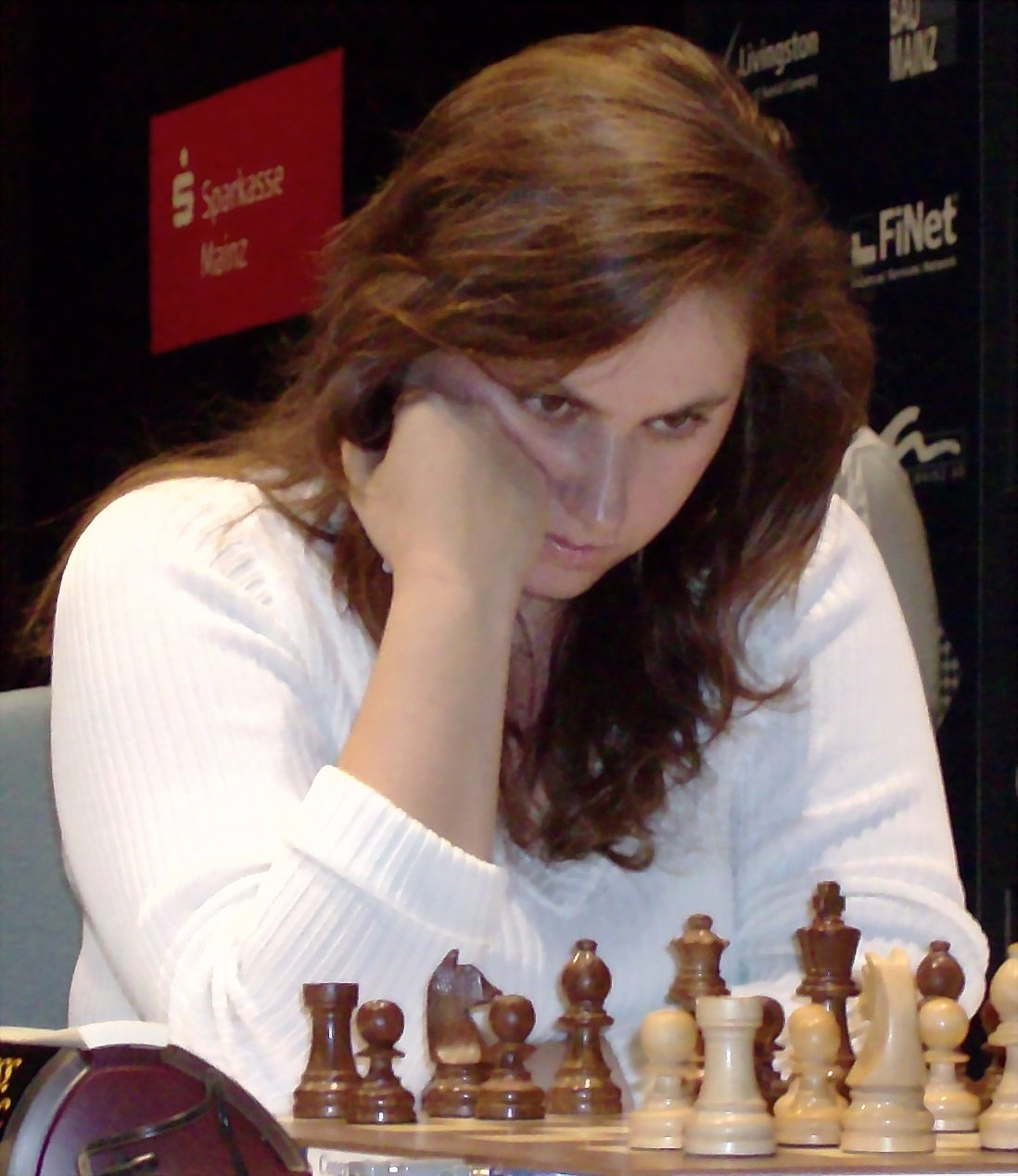
2008-ban

Az olimpia idején rendezett FIDE-kongresszuson kapta meg a női nemzetközi mesteri címet. 1991-ben lett nagymester. A női olimpiákon szerzett 2 csapat és 2 egyéni aranyérme mellé a nyílt olimpián a férfiak között csapatban 2002-ben és 2014-ben ezüstérmet szerzett, és mellé 2002-ben egy egyéni bronzérmet is. Az első és egyetlen nő, aki Élő-pontszámával átlépte a 2700-as szupernagymesteri határt. Az abszolút világranglistán 2004-ben a 8. helyig jutott, és máig egyetlen nőként játszhatott 2005-ben a nyílt világbajnoki címért. 26 éven át vezette a női világranglistát. Hét alkalommal kapta meg a női Sakk-Oscar-díjat, közte az évszázad női sakkozójának járó Oscart is. Minden idők legjobb női sakkozójának nevezik. 2014-ben jelentette be visszavonulását az aktív sakkozástól. 2021-ben beválasztották a World Chess Hall of Fame tagjai sorába.

### Mádl Ildikó

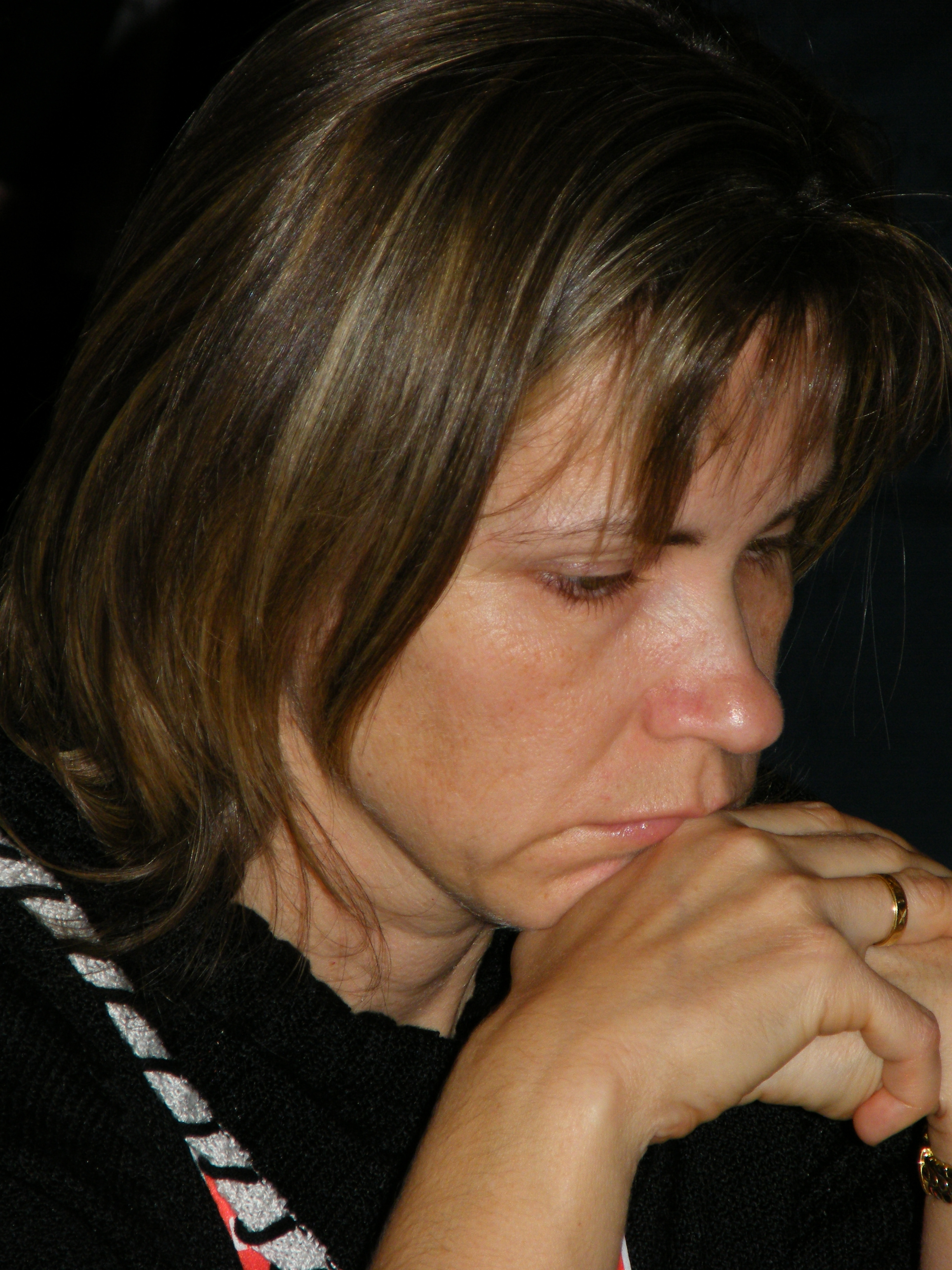
2008-ban

Az olimpia után nem sokkal rendezett junior sakkvilágbajnokságon ezüstérmet szerzett. 1992-ben eredményei alapján nemzetközi mester címet kapott. A magyar válogatott színeiben 14 olimpián vett részt, ezeken csapatban két arany és két ezüstérmet, egyéniben két bronzot nyert. A 2014-es sakkolimpián nagy visszatérőként a csapat legjobb pontszerzője volt. Ötszörös magyar bajnok. Gyermekei születése után már nem ambicionálta az egyéni versenyeket. Különböző nemzeti csapatbajnokságokban játszott, és négyben is bajnok volt. Tagja volt 1993-ban a Bajnokcsapatok Európa Kupájában ezüstérmet szerzett Budapesti Honvéd csapatának. 2020 óta nem játszott versenyjátszmát.

### Polgár Zsófia

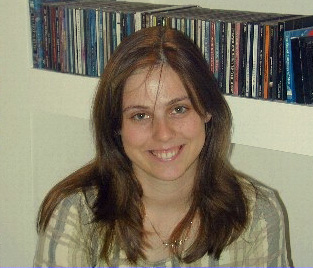
2004-ben

A magyar válogatott tagjaként csapatban két arany- és három egyéni aranyérmet szerzett, emellett még egy csapat ezüst- és egy egyéni bronzérem birtokosa. Ezek alapján az olimpiai éremtáblázaton legjobb magyarként a 8. helyen áll. Az olimpiát követően kapta meg a női nagymester címet, majd 1991-ben nemzetközi mester lett. Legkiemelkedőbb eredményeként 1989-ben, Rómában világszenzációnak számító eredményt ért el a 2900 körüli „performance rating”-es teljesítményével, amely 14 éves korban máig páratlan. Egy svájci rendszerű versenyen, ahol a legjobb 100 nagymester szerepelt, kilenc játszmájából 8,5 pontot szerezve, 2 pont előnnyel végzett a férfi nagymesterek előtt. A lichess.org sakkportál a női sakk történetének nyolc kiemelkedő eredménye között említi ezt a sikerét. 1992-ben rapidsakkban világbajnoki ezüstérmes volt a nők között. 2010 óta nem játszik nemzetközi versenyen.

### Maia Csiburdanidze

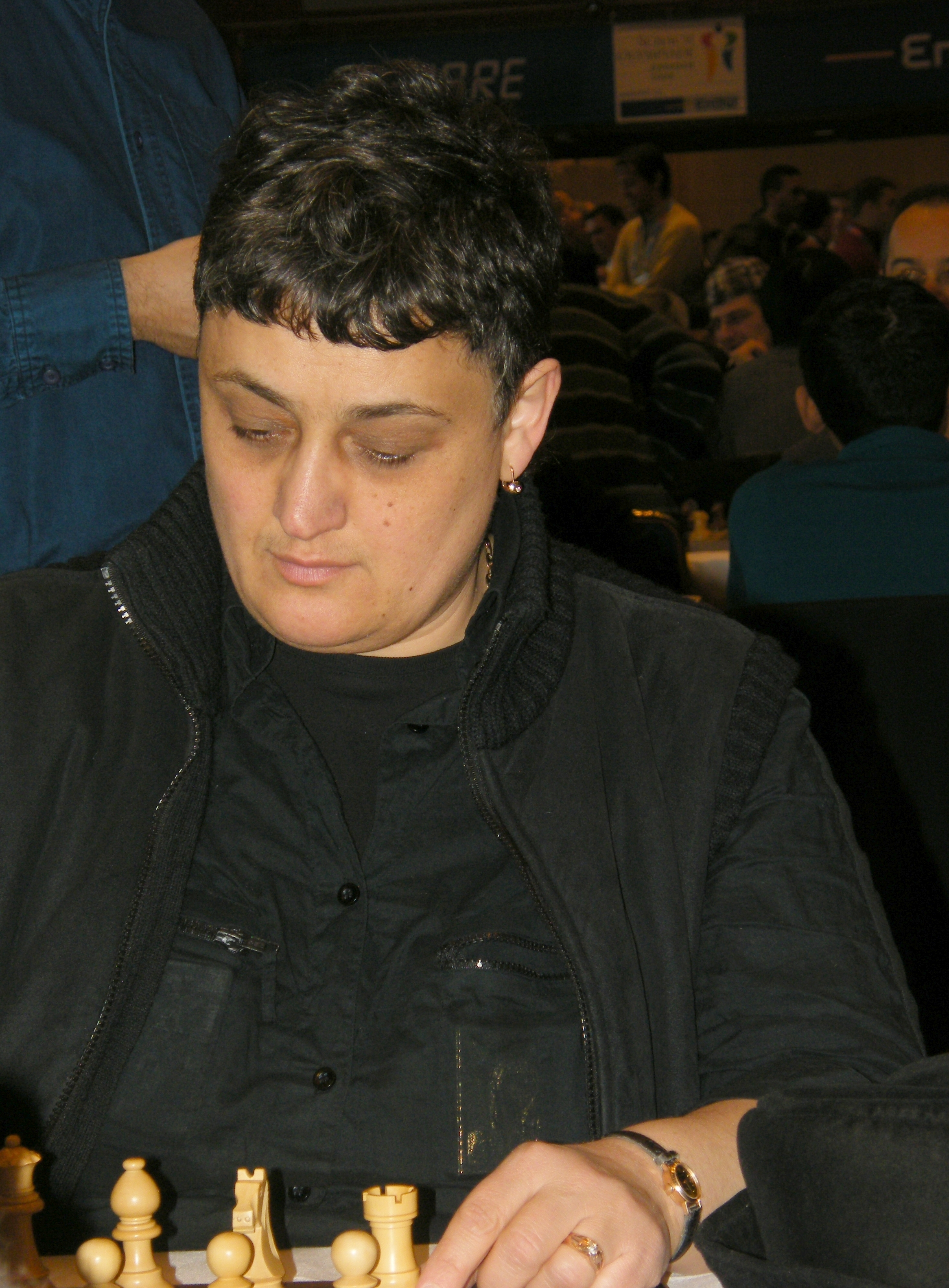
2008-ban

1978-as címszerzésétől 1991-ig őrizte világbajnoki címét, amelyet az éppen az 1988-as sakkolimpián feltűnt kínai Hszie Csün hódított el tőle. Pályafutása során a Szovjetunió színeiben hét, Grúzia színeiben nyolc sakkolimpián vett részt, amelyeken szovjet színekben csapatban öt arany- és két ezüstérmet, grúz színekben négy arany-, egy ezüst- és egy bronzérmet szerzett. Egyéniben szovjet színekben két arany-, egy ezüst- és egy bronz-; grúz színekben három arany-, egy ezüst- és négy bronzérem az elért eredménye. Négyszer kapta meg a Sakk-Oscar-díjat. 2012-ben vonult vissza a versenyzéstől. 2014-ben beválasztották a World Chess Hall of Fame tagjai sorába.

### Jelena Ahmilovszkaja

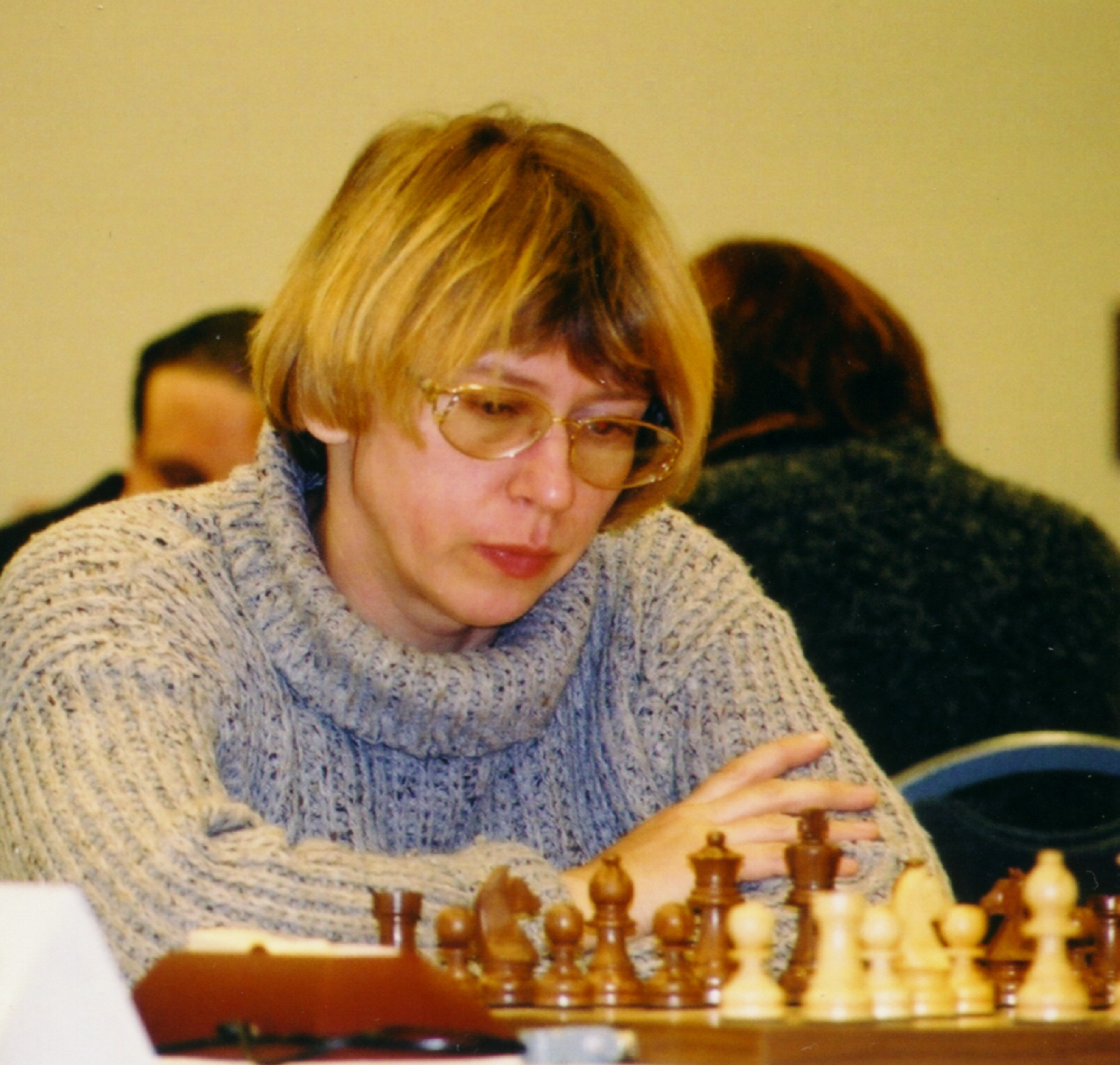
2003-ban

1975−2000 között a világ egyik legerősebb női sakkozójának számított. Krasznojarszkban, Szibériában élve szerezve meg a címet, ezért az ázsiai kontinens első női nagymesterének tekintik. 1986-ban világbajnoki döntőt játszott a grúz Maia Csiburdanidzével, amelyet 8,5−5,5 arányban elveszített, így nem sikerült elhódítania a világbajnoki címét. Az 1978-as sakkolimpián 10 játszmából szerzett 10 pontjával jelentősen hozzájárult a Szovjetunió válogatottjának olimpiai bajnoki címéhez. Amerikába disszidálása után háromszor nyerte meg az Amerikai Egyesült Államok női bajnokságát, és öt alkalommal szerepelt az amerikai női válogatottban sakkolimpián. Korábban szovjet színekben csapatban két arany-, egy ezüst-, egyéniben egy arany- és két ezüstérmet szerzett. 1995-ben holtversenyben az 1−2. helyen végzett Washington állam bajnokságán. 2001-ben megnyerte Seattle város nyílt bajnokságát. 2012-ben agydaganatban hunyt el.

### Irina Levityina

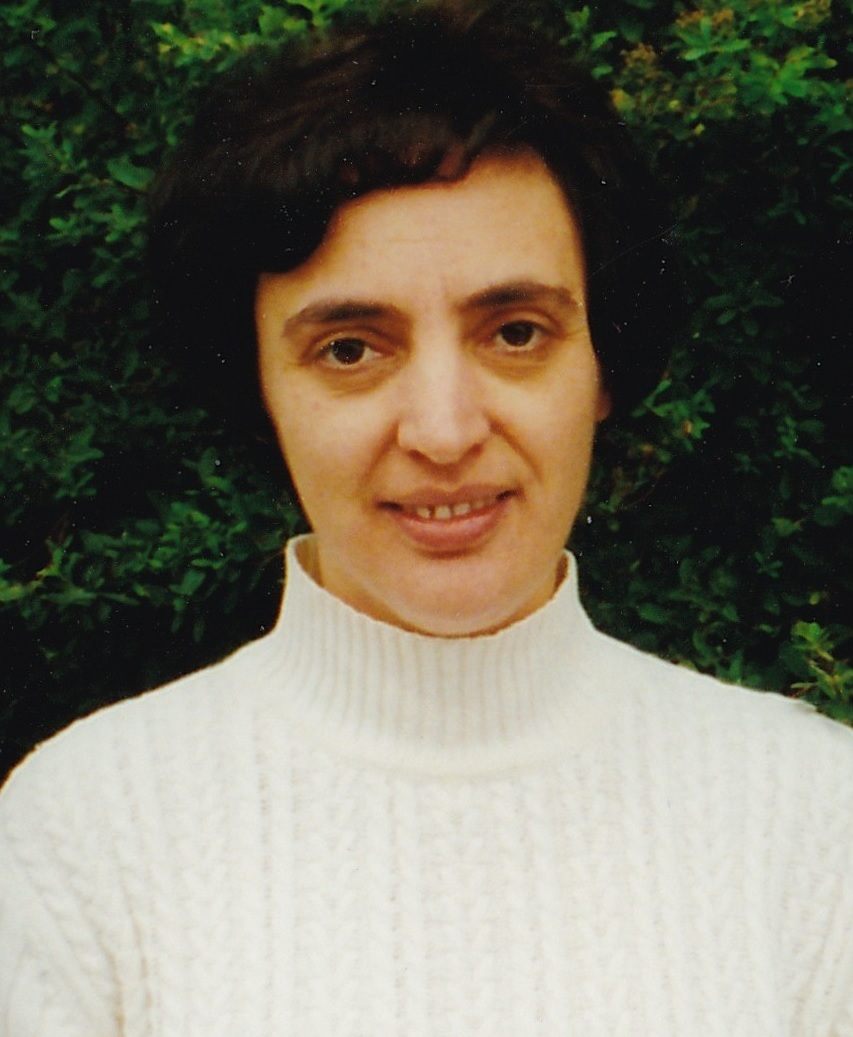
1998-ban

Csapatban három olimpiai arany és egy ezüstérmet szerzett, emellett egy egyéni aranyérmet is nyert. 1984-ben a világbajnoki címért mérkőzött Maia Csiburdanidzével, de alulmaradt. Négyszer nyerte meg a Szovjetunió női bajnokságát. 1990-ben az Amerikai Egyesült Államokba emigrált, ahol háromszor lett első az amerikai bajnokságon. Az 1992-es olimpián az amerikai csapat első táblása volt. 1993-tól már csak bridzsversenyeken vett részt. Öt alkalommal nyerte meg a női világbajnokságot, és tagja volt 2007-ben a bridzsvilágbajnokságot nyert Amerikai Egyesült Államok csapatának.

### Marta Lityinszkaja

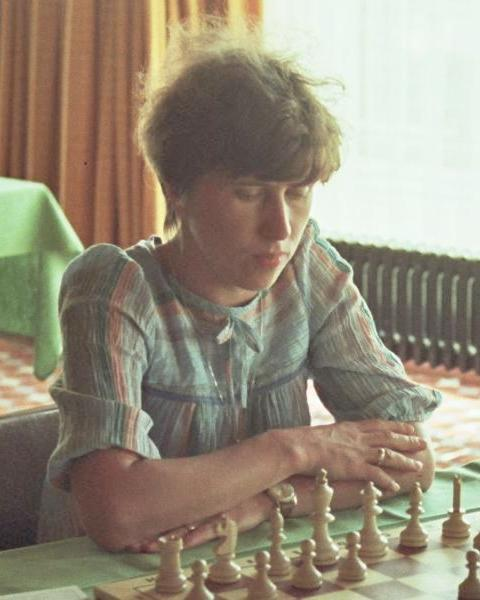
1982-ben

Marta Lityinszkaja (ukránul: Marta Litinszka) a szovjet válogatottban ezen az egy alkalommal szerepelt olimpián, és itt a csapat ezüstje mellett egyéni ezüstérmet szerzett. Az ukrán válogatottban később háromszoros olimpikon volt, és csapatban 1992-ben ezüstérmesek lettek. 1972-ben a Szovjetunió női bajnoka volt, és háromszor nyerte meg Ukrajna bajnokságát. Kétszer jutott az elődöntőig a világbajnokjelöltek páros mérkőzéses versenyén, és két alkalommal 3. helyezett volt a világbajnokjelöltek versenyén. Levelezési sakkban női nemzetközi mester. 1992-ben női levelezési világbajnok lett. 2002-ben szenior világbajnoki címet szerzett. 2005-ben fejezte be aktív pályafutását.

### Hszie Csün

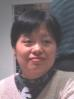
2005-ben

Már az olimpia előtt Kína négyszeres bajnoka volt. Az 1988-as junior sakkvilágbajnokságon ezüstérmet szerzett. 20 éves korában 1991-ben elhódította a világbajnoki címet Maia Csiburdanidzétől. A címet 1996-ban elvesztette Polgár Zsuzsa ellen, majd 1999-ben ismét ő lett a cím védője 2001-ig. 1999-ben lett nagymester. Kína képviseletében nyolc olimpián vett részt, amelyeken csapatban három arany egy ezüst és három bronzérmet szerzett, míg egyéniben két ezüst és három bronzérmet nyert. Hosszú ideig állt a világranglista 2. helyén Polgár Judit mögött. 2008-ban játszott utoljára jelentős nemzetközi versenyen. 2019-ben a World Chess Hall of Fame (Sakkhírességek Csarnoka) tagjai közé választották.